# Budapest XI. kerülete

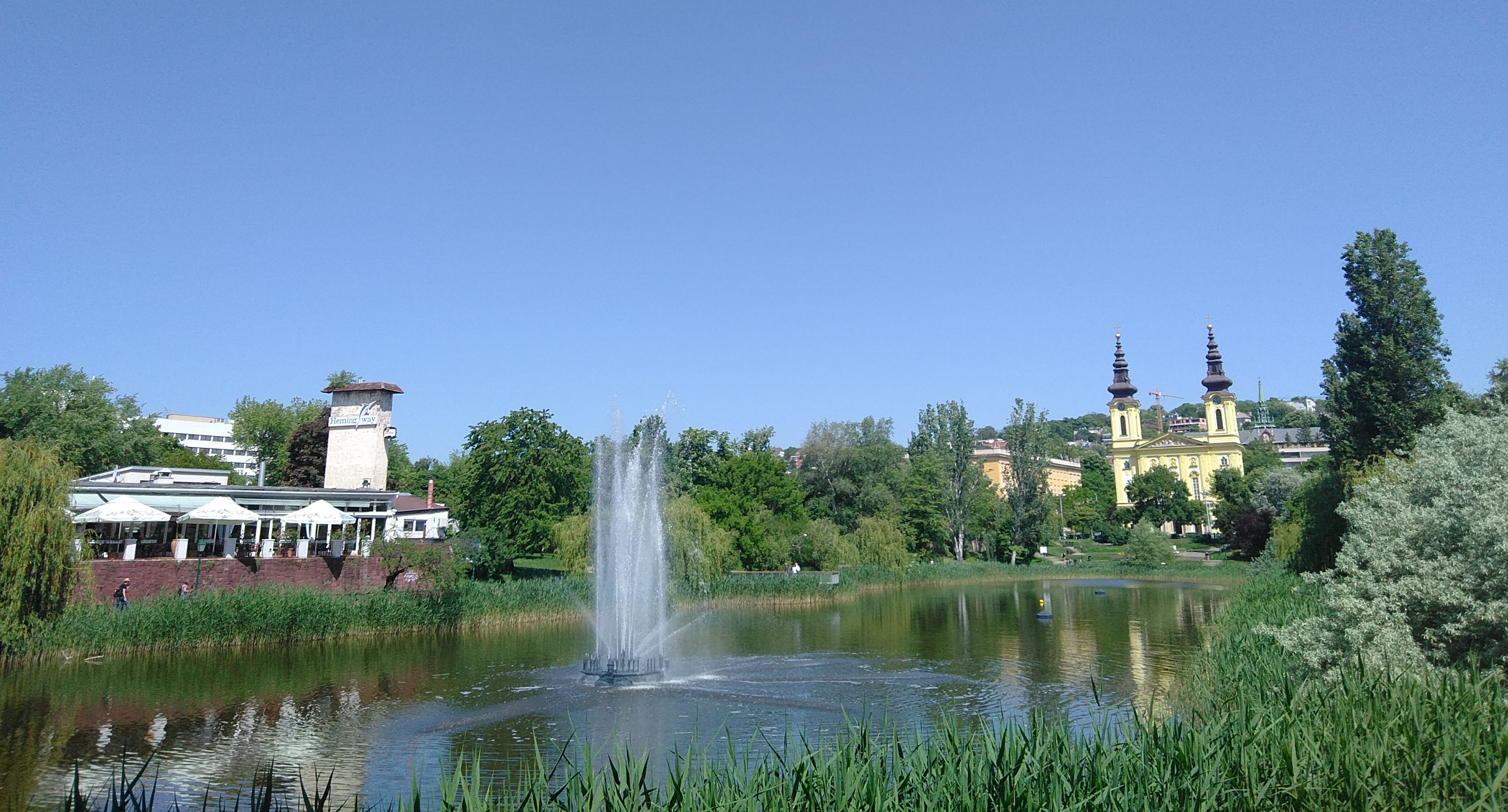
A Feneketlen-tó

Budapest XI. kerülete, történelmi nevén 1934–1950 között Szentimreváros, 2005-ig az egész kerületet Kelenföldről nevezték meg, 2005 óta hivatalosan Újbuda (németül: Neu-Ofen) a főváros legnépesebb kerülete. A változatos domborzatú és arculatú dél-budai kerület közlekedési értelemben a főváros nyugati kapuja. Az addig jobbára mezőgazdasági jellegű, I. kerülethez tartozó területen a 19. század végétől kezdve rohamosan növekedett a népesség, így 1930-ban rendelet született az új kerület létrehozásáról. A helyi hivatalok 1934-ben kezdték meg működésüket. 1950-ben, Nagy-Budapest létrehozásakor érte el mai méretét, miután hozzácsatolták Albertfalvát és Kelenvölgyet. Népessége az 1960-as évektől az 1980-as évekig tartó lakótelep-építések nyomán ismét jelentősen gyarapodott.
A kerület változatos városszerkezettel rendelkezik: a Duna-parti modern negyedektől a hegyvidéki zöldövezetekig számos eltérő jellegű területet foglal magába. A név az 1930-as évektől használatos, és a gyorsan növekvő, modern városrész kialakulását tükrözi. Újbuda ma már nemcsak lakóövezetként, hanem kulturális, oktatási és gazdasági központként is meghatározó szerepet tölt be. A XI. kerület fejlődése a 19. század végén indult meg, különösen a Duna menti részeken, ahol a vasút és a közlekedési infrastruktúra kiépítése elősegítette az ipari és lakóövezetek kialakulását. A Gellért-hegy és környéke már ekkor népszerű pihenőhely volt, a Gellért fürdő és a szálloda pedig ikonikus épületekké váltak. A kerület területéhez tartozik Kelenföld, Albertfalva, Lágymányos, Őrmező és Gazdagrét is.
A rendszerváltást követően Újbuda intenzív városfejlesztésen ment keresztül. A Lágymányosi-öböl környékén kialakított Infopark, valamint a Duna-parton megépült új egyetemi kampuszrészek, köztük az ELTE és a BME épületei, új szellemi és gazdasági központokat hoztak létre. A kerület a fiatalok és egyetemisták egyik kedvelt lakóhelyévé vált, míg a Sas-hegy és a Madárhegy csendes, zöldövezeti környezete a családosok körében népszerű.

Újbuda kulturális szempontból is jelentős. Itt található a Bartók Béla Boulevard, amely a művészeti galériák, kávézók, könyvesboltok és kulturális terek színes sorával Budapest egyik legélénkebb városi tengelyévé vált. A kerülethez tartozik továbbá a MU Színház, a B32 Galéria, valamint számos közösségi és kulturális rendezvénytér. Az újbudai kulturális élet aktív és sokszínű, amely erős közösségi identitást épít.

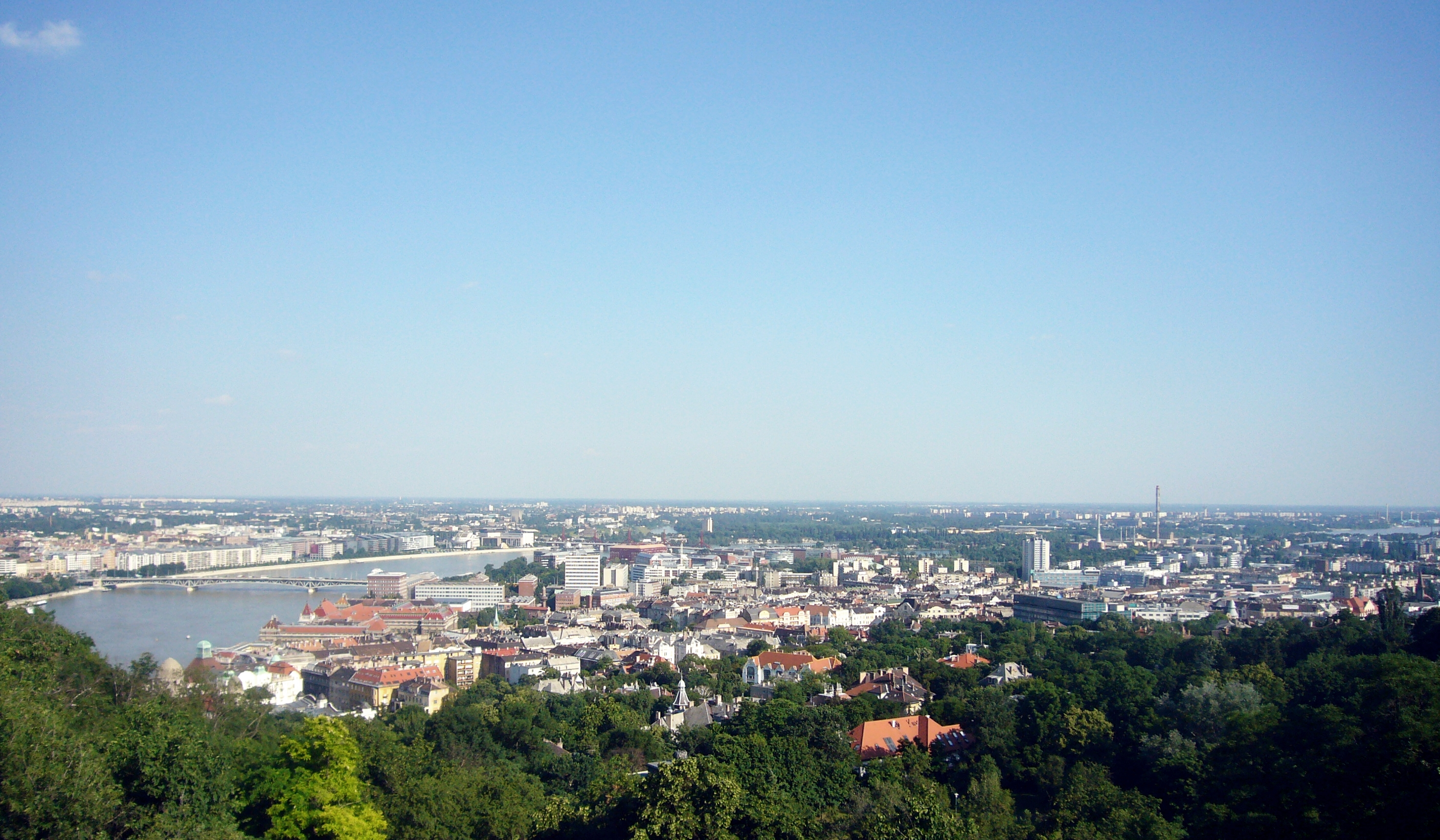
Lágymányos látképe a Gellért-hegyről

## Földrajz
Újbuda Buda déli részén fekszik. Északkeleti irányban a Duna, ezáltal az V. és a IX. kerület, délkelet felé szintén a Duna által a XXI. kerület, délen a XXII. kerület határolja. Nyugaton Budaörssel, északon a XII. és az I. kerülettel szomszédos. Négy Duna-hídja a pesti oldalon a IX. kerülettel kapcsolja össze. Területe 33,49 km², amivel nyolcadik legnagyobb a kerületek sorában.

### Domborzat, vízrajz
Újbuda északi határán állnak a Budai-hegység déli vonulatának tagjai: a Duna-parton a 235 méteres tengerszint feletti magasságot elérő (a környező terep szintjétől számítva 140 méteres) Gellért-hegy, ami a Duna felé meredeken, nyugat felé pedig lankásan lejt. Nyugati végpontja Kis-Gellért-hegy néven ismert, magassága 168 méter. A Gellért-hegyet a Németvölgyi-árok északnyugat-délkelet irányú törése választja el a 266 méter magasságú Sas-hegytől. Mindkét kiemelkedés – magasságuk alapján egyébként valójában dombok – jórészt dolomitból áll. A kerület legnyugatibb kiemelkedése, az északnyugati határán álló Rupp-hegy a zömmel Budaörs határain belül eső Budaörsi-hegy vonulatának a tagja.
A Hosszú-rétről ered a Hosszúréti-patak (vagy Kő-ér) egyik ága, amely dél felé halad a városhatár mentén, majd a Biatorbágy felől érkező vizekkel egyesülve Törökbálint határában kelet felé fordul, átszeli Kőérberket és Péterhegyet, majd Kelenvölgy és a XXII. kerület határa mentén haladva éri el a Dunát. Természetes állóvíz nincs a kerületben: a már feltöltött Lágymányosi-tó a híd- és gátépítések nyomán jött létre a Dunából, a Feneketlen-tó és a kelenvölgyi Kék-tó pedig korábban agyagbányaként funkcionált. A Hosszúréti-patak felduzzasztásának eredménye a kőérberki Kána-tó.
Őrmező déli peremén, a Keserű-ér (Határ-árok) völgye az Örsöd városrész szikes rétjein fakadó keserűvíz forrásokban (Hunyadi János, Ferenc József) Ezek vízhozama a lakótelep felépítése után visszaesett.

### Városrészek
| Városrész neve          | Lakosságszám (2011) | Lakások száma (2011) |
| ----------------------- | ------------------- | -------------------- |
| Albertfalva             | 12 575              | 6572                 |
| Dobogó                  | 4                   | 6                    |
| Gazdagrét               | 10 529              | 5287                 |
| Gellérthegy (egy része) | 5143                | 2735                 |
| Hosszúrét               | 422                 | 208                  |
| Infopark                | –                   | –                    |
| Kamaraerdő              | 437                 | 16                   |
| Kelenföld               | 52 474              | 30 085               |
| Kelenvölgy              | 3521                | 1504                 |
| Kőérberek               | 1531                | 849                  |
| Lágymányos              | 18 386              | 10 595               |
| Madárhegy               | 876                 | 353                  |
| Nádorkert               | –                   | –                    |
| Őrmező                  | 7045                | 3393                 |
| Örsöd                   | 123                 | 60                   |
| Péterhegy               | 1302                | 570                  |
| Pösingermajor           | 558                 | 194                  |
| Sasad                   | 14 736              | 6954                 |
| Sashegy (egy része)     | 2723                | 1729                 |
| Spanyolrét              | 425                 | 286                  |
| Szentimreváros          | 10 355              | 6791                 |
| Összesen                | 142 464             | 78 059               |

## Története

### Előtörténet

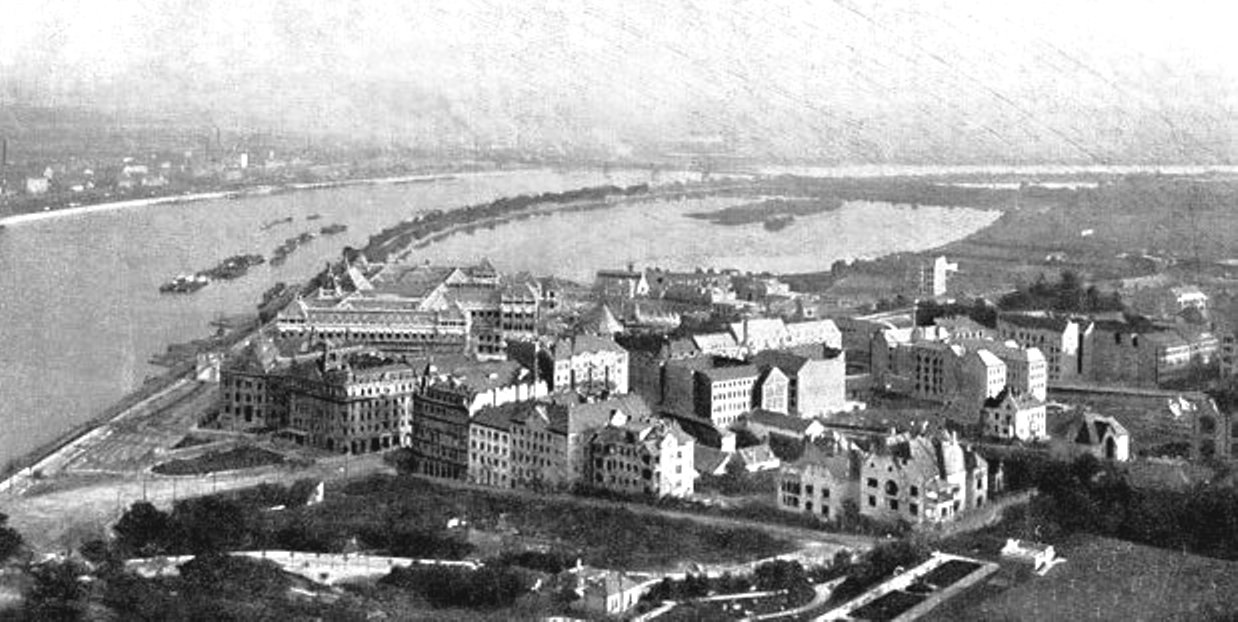
1910 körül: a Gellért fürdő még sehol, háttérben a Lágymányosi-öböl

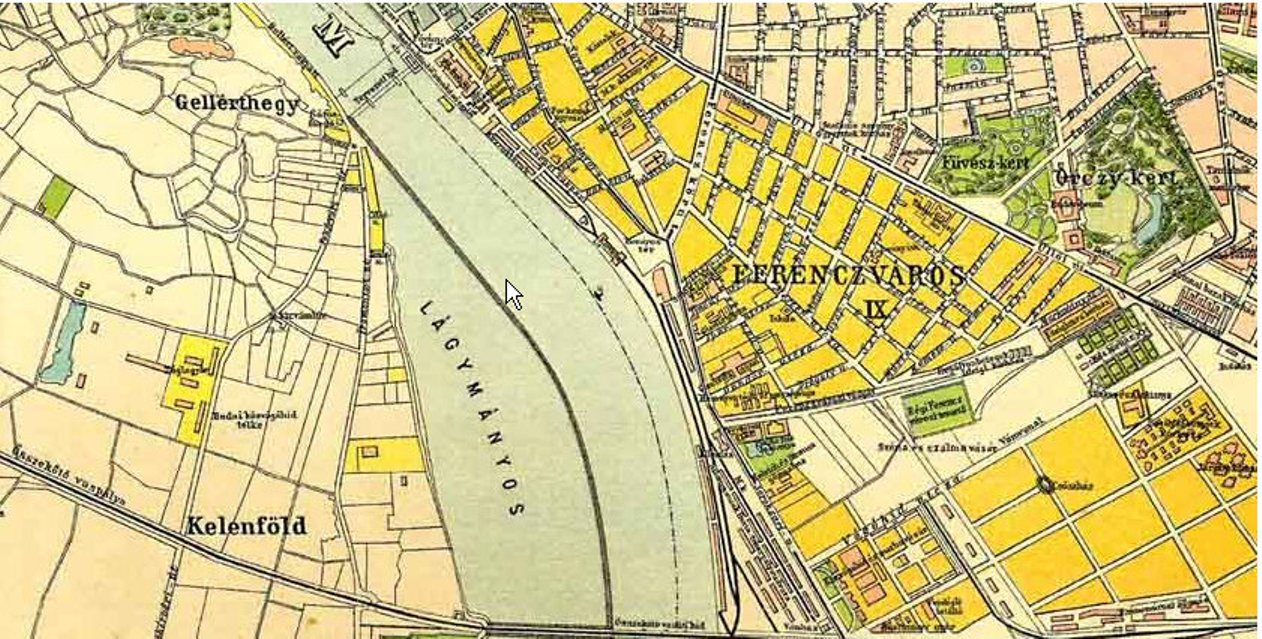
Korabeli térkép részlete. Jól látható a Lágymányosi-öböl, valamint az egykori Kelenföld beépítetlensége

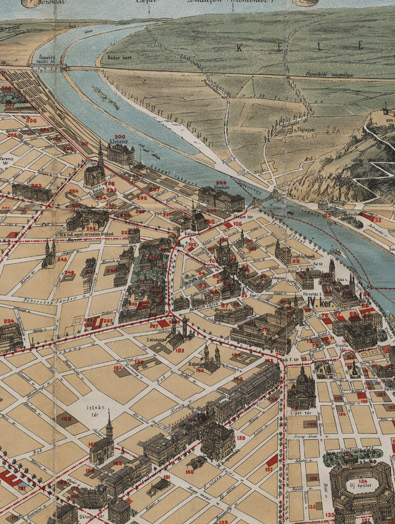
A Műegyetem CH épülete helyén egykor a Duna medre, illetve ártere húzódott, majd a Kopaszi-gát megépítése (1870–1876) után a Dunától elzárt tóvá alakult, amelyet a 19. század végén – részben a Duna kotrásából származó anyaggal, de többnyire a fővárosi építkezéseknél kitermelt talajjal – feltöltöttek. A Szent Gellért téren 50 méter széles (a Kemenes utcáig ér) az 1895-ös feltöltés

A Sopron út és a Hengermalom út találkozásánál 2013-ban két bronzkori települést tártak fel, melyek egykor a Duna-menti dombsor egyik magaslatán épültek. A korábbi a Kr. e. 2500 körül megtelepedett harangedényes kultúra falusias települése, a másik a Kr. e. 1200 körül élt urnamezős kultúra települése volt.

#### Ókor
Az ókorban a Kr. e. 4. századtól kezdve az eraviszkuszok kelta törzse népesítette be a Dunántúlt. A Gellért-hegyen és annak lejtőin állt a törzs politikai, gazdasági és vallási központja. A sánccal védett Gellért-hegyi oppidumban részben a sziklákba vágott teraszokon épültek fel a földből, agyagból vagy kőből épített eraviszkusz épületek. Itt állt a latin feljegyzésekben Iuppiter Teutanusnak nevezett főisten szentélye is. A római bevonulás idején az eraviszkuszok feladták a Gellért-hegyi oppidumot, helyette a hegy lábánál építettek új települést, egy részük pedig a mai Albertfalvára települt. A hegy (melyet róluk Mons Eraviscusnak neveztek az antik szerzők) még sokáig, legalább a 3. századig megtartotta vallási jelentőségét. A római limes részeként a mai Albertfalván az 1. század közepén palánkerőd létesült egy ötszáz fős lovascsapat (auxilia) elszállásolására, amit a 2. század elején, Traianus korában kőből újjáépítettek és megnagyobbítottak. A korábbi szarmata és kvád támadások nyomán többször kijavított és újjáépített erődöt a 3. század közepén pusztították el végleg a barbárok a körülötte elterülő ismeretlen nevű, de kiterjedt és népes településsel együtt. Késő római (4–5. századi) temető került elő a gazdagréti lakótelep építésekor, ami feltehetően egy közeli faluhoz tartozott.

#### Középkor és kora újkor
A római uralmat követő századokból egy longobárd (Albertfalva) és egy századokon át használt avar temető (Kelenföld, Fehérvári út) is előkerült. A honfoglalás és Magyar Fejedelemség korából nem kerültek elő maradványok a térségben. A hagyomány szerint Szent Gellért püspök 1046-ban a később róla elnevezett hegy tövében halt vértanúhalált. Az Árpád-korból Kőérberek területén találtak maradványokat: a 11–12. században alapított, 15. századig működő, Szent Szabináról elnevezett bencés kolostort, ami Kána faluban volt, illetve tőle nem messze egy szintén Árpád-kori falut, templomot és temetőt. A mai Gazdagrét és Hosszúrét környékén létezett a Nevegy nevű település, míg a Kelenföldi pályaudvar környékén feküdt Áronfölde, ám ezek nyom nélkül elpusztultak, ahogy a csak nevében tovább élő Sasad is.
A ma Gellért fürdőt tápláló gyógyvízről már a 15. századból is maradtak ránk feljegyzések, és a török hódoltság korában is hasznosították: itt állt az Aga fürdőjeként ismert fürdő. A 17. századtól a lerakódott iszap miatt Sáros fürdőnek nevezték. A törökök a Gellért-hegyre is építettek egy palánkvárat, a kerület többi része azonban, felvonulási terület lévén, hosszú időre elnéptelenedett.

#### Újkor
Újbuda nagy része a török kiűzése után is sokáig ritkán lakott, agrárjellegű terület volt: a Gellért-, a Sas-hegyen, a Péter- és a Rupp-hegyen a többi budai domboldalhoz hasonlóan szőlőművelés folyt, Lágymányos nagy részét pedig az 1876-ra befejezett gátépítésekig a Duna kiszélesedő főága, majd részleges feltöltéséig az arról leválasztott Lágymányosi-öböl borította. A Kamaraerdő a 19. század első évtizedeiig a budai és pesti lakosság kedvelt kiránduló- és vadászterülete volt; egy ideig felparcellázását és üdülőterületté történő átalakítását is tervezték, de az 1840-es évekig halogatott parcellázás végül nem váltotta be a hozzá fűzött reményeket. A birtokosáról, Albert Kázmér szász–tescheni hercegről elnevezett Albertfalva egy 1819-es telepítés nyomán jött létre, de a századfordulóig csupán egyutcás falucska maradt.

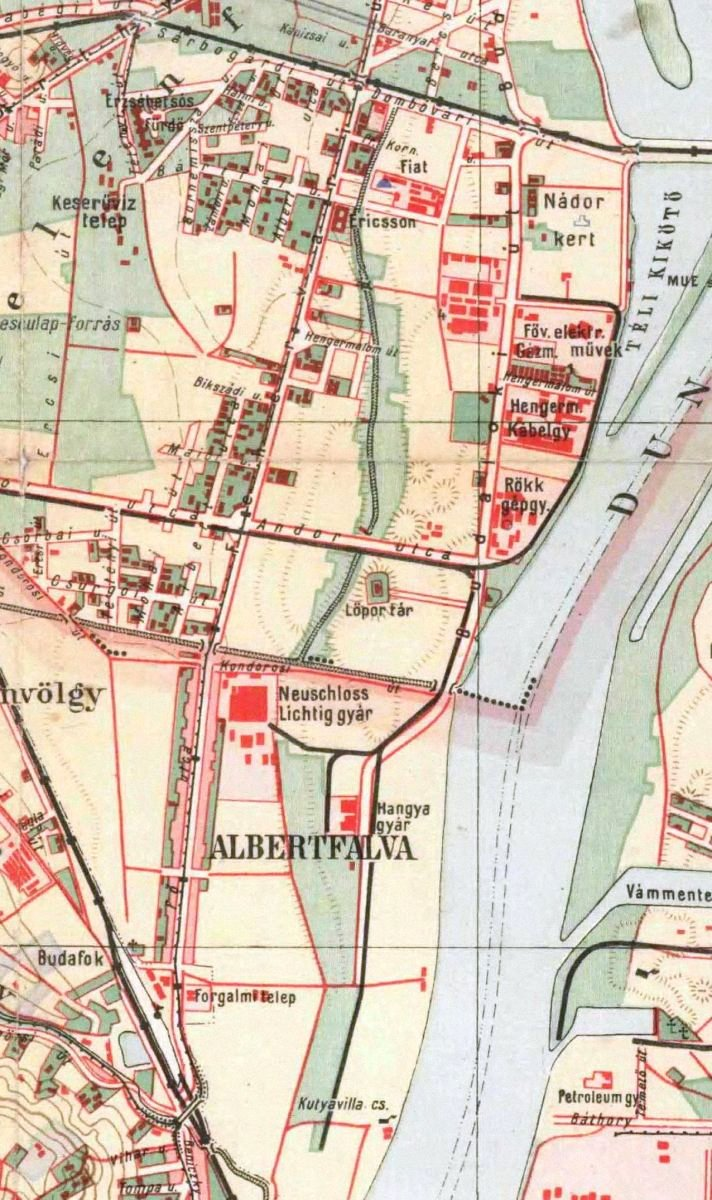
A Duna-parti iparterület

1815-től 1849-es pusztulásáig a Gellért-hegyen működött az egyetemi csillagvizsgáló; ennek helyére építtette 1854-ben Julius Haynau a kerület legjelentősebb 19. századi emlékét, a Citadellát, melynek szerepe a pesti lakosság megfélemlítése volt az 1848-49-es szabadságharc után. 1859-től a Gellért-hegy déli oldalában működött Entz Ferenc tangazdasága, amely a későbbi kertészeti felsőoktatási intézmények alapjául szolgált; ugyanekkor az 1853-ban talált keserűvízre építve megnyílt az Erzsébet Gyógyfürdő Kelenföldön, ami köré kedvelt üdülőtelep épült a következő évtizedekben. Keserűvizet találtak 1854-ben Őrmezőn (Rákóczi Ferencz-, Viktória-, és Ferencz József keserűvíz néven árusították is), illetve 1862-ben Örsödön (a Hunyadi János-vizet később milliós számban palackozták és exportálták.) Az 1860-as, 1870-es években épült ki a terület vasúthálózata.
A komolyabb városiasodás csak a 20. század elején indult meg, ekkor a beépítés északkelet – az 1896-ban átadott Ferenc József híd – felől haladt délnyugati irányba. A nagy építkezéseket megkönnyítette, hogy a filoxéravész kiirtotta a budai szőlők nagy részét. A Lágymányosi-öböl északi részének feltöltésével nyert területen épült fel a Műegyetem új campusa 1909-re, és a század első évtizedeiben a Dunától nagyjából a mai Móricz Zsigmond körtérig emeletes polgárházakat emeltek. A délebbi Duna-parton iparterület alakult ki (Röck István Gép- Gőzkazán Gyára és Vasöntödéje, a hengermalom, kávégyár, repülőgyár, hőerőmű, tésztagyár). 1910-ben kezdett kiépülni a kelenföld vasútállomástól az Andor utcán áthaladó, a Duna-parti iparterületet kiszolgáló, kiterjedt iparvágány-hálózat. A tömegközlekedés fejlődését a Szent Gellért térről – később a Móricz Zsigmond körtérről – Budafokig közlekedő, később Nagytétényig és Törökbálintig bővített HÉV 1899-es megindulása fémjelezte. (Ezt 1963-ban villamosvonallá alakították és külső szakaszait részben felszámolták.)

### Az önálló kerület

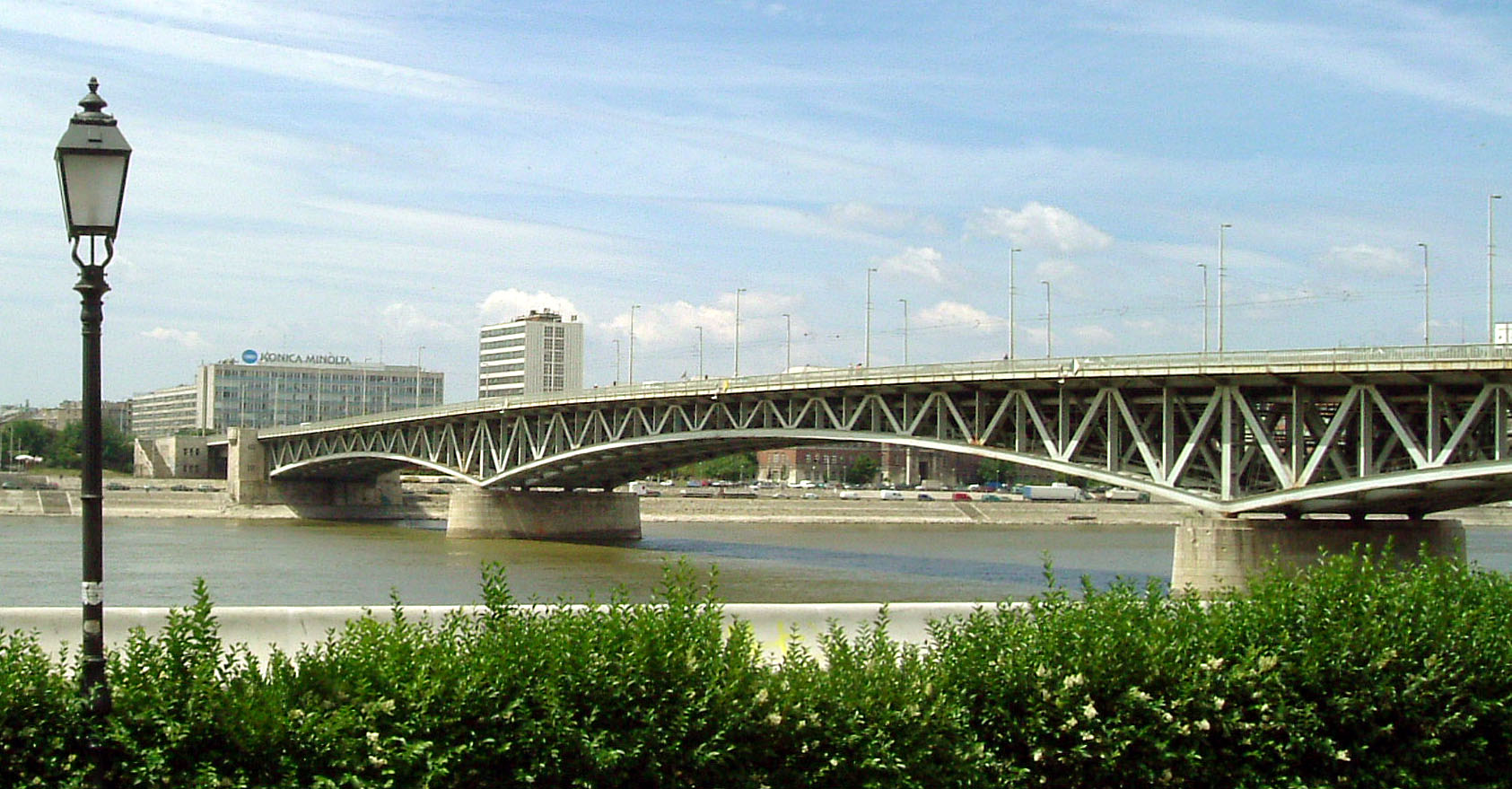
Petőfi híd

Budapest főváros négy új, a XI-XIV. sorszámokat viselő kerületének létrehozását az 1930. évi XVIII. törvénycikk rendelte el, határaikat pedig a 2130/1930. számú belügyminiszteri rendelet határozta meg. Az új kerületek közigazgatási szerveit a következő években fokozatosan hozták létre, a XI. kerületi elöljáróság 1934. március 1-jén kezdte el működését. A kerület a Szentimreváros nevet viselte 1950-ig.
A két világháború között a Petőfi híd megépülése (1937), a kelenföldi vasútállomás pályaudvarrá bővítése, illetve a számos Duna menti ipari létesítmény (a meglévők mellett a húszas években posztó-, textil- és kábelgyár is létrejött) jelentősen felgyorsította a helyi népesség növekedését. (1923–1926 között még hidroplánállomás is működött a Szent Gellért térnél, a Dunán.) Budapest ostroma során a szovjet csapatok december 26-án értek el a Kelenföldi pályaudvart, december 28-ára pedig elfoglaltak Albertfalvát. A front az ostrom alatt jórészt a Sas-hegy – déli vasút töltése – körvasúti töltés vonal mentén húzódott. Hosszú, heves harcok árán a stratégiai fontosságú Sas-hegyet február 6-án adták fel védői. Február 9-én a Kis-Gellért-hegy is szovjet kézbe került, innen pedig megindulhatott a támadás a Duna és a Gellért-hegy felé. Február 10-én, éjjel kezdték meg az áttörést a mai Kosztolányi Dezső tér környéknén, és február 11-re felszámolták az ellenállást. Erről értesülve a körvasúti töltést a folyamatos szovjet rohamok ellenére mindaddig megtartó magyar védők is kapituláltak. A harcokban a házak mintegy 42%-a szenvedett kisebb-nagyobb sérülést, ebből körülbelül 5% teljesen elpusztult.
1950-ben, Nagy-Budapest létrehozásakor csatolták ide délen Albertfalvát és Budafoktól Kelenvölgyet, és a XI. kerületnek az I. és a XII. kerülettel közös határait is kis mértékben módosították.
Az újjáépítés éveit követően az 1950-es években indult meg az állami lakótelep-építés, melynek korai példája a lágymányosi és albertfalvai lakótelep, illetve a Villányi út szocreál házai. Az 1960-as évek közepétől kezdődően házgyári elemekből összeállított, paneles lakótelepek épültek az addig beépítetlen Kelenföldön, Őrmezőn és Gazdagréten. Az építkezések az 1980-as évek végén álltak le. Újbuda rendszerváltás utáni fejlődésében fontos lépés volt a Rákóczi híd 1995-ös átadása, amelytől északra az addig üresen álló lágymányosi Duna-parton kiépült az ELTE új campusának, valamint az informatikai központnak otthont adó Infopark. Az ezredforduló idején a kerület több részén (Péterhegy, Madárhegy, Kelenföld) lakóparképítések is történtek, amelyek visszafogják a szuburbanizációt és a népességfogyást. Jelentős, ám politikai botrányoktól kísért beruházás volt a Kopaszi-gát és a Lágymányosi-öböl térségének modern parkká történő átalakítása.
A rendszerváltás után felmerült az igény, hogy olyan elnevezést kapjon a kerület, amely egyszerű, kifejező és egyik kisebb városrészhez sem köthető. A választás az Újbuda névre esett, amelynek már középkorra visszanyúló előzményei voltak, majd az 1860-as évek várostervezésének dokumentumaiban bukkant fel. A területet a Déli Vasút (1861) idején még Újbudának, de az összekötő vasúti híd 1873-as megépítése után itt kialakított vasúti csomópontot már Kelenföldi vasútállomásnak nevezték. 1991-ben az önkormányzat a kerület lapját Kelenföldi Híradóról átkeresztelte Újbudára. 2003-tól kezdve mind több szervezet, rendezvény viselte az Újbuda elnevezést, így a 2004-ben indított, de 2008-ban megszüntetett, egyes városrészeket összekötő Újbuda-busz is. A képviselő-testület határozata értelmében 2005. május 29-ével kezdődően a kerület hivatalos neve Újbuda.
A Fővárosi Közgyűlés 2012. december 12-én kelt városrészeket rendező határozatában módosította Tabán területét, így azóta ez nem része a kerületnek.
2023. január 12-én éjszaka ebben a kerületben történt egy, az egész országot megrázó rendőrgyilkosság.

## Népesség
A XI. kerület lakónépessége 2022. október 1-jén 141 090 fő volt, ami Budapest össznépességének 8,4%-át tette ki. A 2011-es népszámlálás óta 2075 fővel csökkent a kerület lakosságszáma. Ebben az évben az egy km²-re jutó lakók száma, átlagosan 4213 ember volt. A XI. kerület népesség korösszetétele igen kedvezőtlen. 2022-ben a kerület lakónépességének a 13%-a 14 évnél fiatalabb, míg a 65 éven felülieké 22% volt. 2022-ben a férfiaknál 76,8, a nőknél 81,2 év volt a születéskor várható átlagos élettartam. A legmagasabb befejezett iskolai végzettség szerint a diplomával rendelkezők élnek a legtöbben a kerületben 61 790 fő, utánuk következő nagy csoport az érettségi végzettséggel rendelkezők 41 671 fővel. 2022-ben a 6 évnél idősebb népesség 90,8%-nál volt internet elérési lehetősége. A népszámlálás adatai alapján a kerület lakónépességének 18,4%-a, mintegy 25 910 személy vallotta magát valamely kisebbséghez tartozónak. A kisebbségek közül ukrán, német és román nemzetiségűnek vallották magukat a legtöbben.
Az adatokból szemmel látható, hogy a 19. század utolsó évtizedéig nem élt számottevő népesség Lágymányoson és Kelenföldön. Az 1880-as évektől kezdődő népességnövekedés az 1890-es években, a Ferenc József híd építésével párhuzamosan kapott nagy lendületet. A lakosság zöme a mai Szentimreváros és Lágymányos területén, illetve Kelenföld vasúttal elválasztott északi és nyugati részén telepedett meg, de a Gellért-hegy betelepülése is nagyobb lendületet kapott a rakpart és az Erzsébet híd elkészülését követően. Az I. világháború után, ha jelentősen lassulva is, de folytatódott a kerületi népesség növekedése, amire ösztönzőleg hatott a Horthy Miklós híd megépítése. A házak egyrészt továbbra is a központban, Lágymányoson és Szentimrevárosban épültek, de Kelenföldön, a vasúti töltéstől délre, az Erzsébet Sósfürdő környékén is létrejött egy családi házas övezet, hasonlóan az Albertfalva határán épült OTI-telephez. (A kor elején ideiglenesnek szánt szükséglakások is épültek Kelenföld déli részén, a Hengermalom és az Andor utca környékén, illetve a Lenke (ma Bocskai) út külsőbb részén.)
A második világháború alatt Budapest ostroma súlyos pusztításokkal járt a kerületben, de a drasztikus népességcsökkenést – ami az elesettekből, menekültekből és hadifogságra hurcoltak nagy számából adódott – a nagy arányú bevándorlás az évtized végére kompenzálta. Az ötvenes évek új lakói az OTI-telep szomszédságában épült albertfalvai és a vasúti töltéstől északra épült lágymányosi lakótelepen, illetve a Villányi úton épült szocialista realista házakban kaphattak új otthont. A hatvanas és hetvenes években tapasztalt jelentős növekedés a kelenföldi, Fehérvári úti és őrmezői lakótelepek megépülésének köszönhető – a nyolcvanas években azonban az utolsó kelenföldi és őrmezői, valamint az új gazdagréti építkezések ellenére már némileg csökkent a lakosságszám, ami a meginduló szuburbanizációnak köszönhető. A rendszerváltás után leálló állami lakásépítéseknek köszönhetően nem áramolhatott további népesség a kerületbe, így nem volt, mi ellensúlyozza a tömeges kitelepülést – ennek tudható be a több mint harmincezres fogyás. Azóta ez a folyamat mérséklődött, és az új (lakóparki) lakásépítések minimálisra csökkentették a fogyás ütemét.
A 2022-es népszámlálási adatok szerint a magukat vallási közösséghez tartozónak valló XI. kerületiek túlnyomó többsége római katolikusnak tartja magát. Emellett jelentős egyház a kerületben, még a református.

### Iskolai végzettség
| Iskolai végzettség                | Iskolai végzettség               | Iskolai végzettség | Iskolai végzettség | Iskolai végzettség |
| --------------------------------- | -------------------------------- | ------------------ | ------------------ | ------------------ |
|                                   |                                  |                    |                    | fő                 |
| Általános iskolát nem végezte el  | Általános iskolát nem végezte el |                    | 9676               | 9676               |
| Általános iskola                  | Általános iskola                 |                    | 11713              | 11713              |
| Szakmunkás                        | Szakmunkás                       |                    | 7608               | 7608               |
| Érettségi                         | Érettségi                        |                    | 41671              | 41671              |
| Diploma                           | Diploma                          |                    | 61790              | 61790              |
| A 2022. évi népszámlálás szerint. |                                  |                    |                    |                    |

A 2001-es népszámlálási adatok alapján, az XI. kerületben a legmagasabb befejezett iskolai végzettség szerint az érettségi végzettséggel rendelkezők éltek a legtöbben 51 705 fővel. Második legnagyobb csoport a diplomával rendelkezők voltak 36 734 fővel, utánuk következett az általános iskolai végzettséggel rendelkezők 26 830 fővel, az általános iskolai végzettséggel nem rendelkezők 14 150 fővel, végül a szakmunkások 8497 fővel.
A 2011-es népszámlálási adatok alapján, az XI. kerületben a legmagasabb befejezett iskolai végzettség szerint a diplomával rendelkezők éltek a legtöbben 51 250 fővel. Második legnagyobb csoport az érettségi végzettséggel rendelkezők voltak 49 003 fővel, utánuk következett az általános iskolai végzettséggel rendelkezők 16 662 fővel, a szakmunkások 9122 fővel, végül az általános iskolai végzettséggel nem rendelkezők 8149 fővel.
A 2022-es népszámlálási adatok alapján, az XI. kerületben a legmagasabb befejezett iskolai végzettség szerint a diplomával rendelkezők éltek a legtöbben 61 790 fővel. Második legnagyobb csoport az érettségi végzettséggel rendelkezők voltak 41 671 fővel, utánuk következett az általános iskolai végzettséggel rendelkezők 11 713 fővel, az általános iskolai végzettséggel nem rendelkezők 9676 fővel, végül a szakmunkások 7608 fővel.

### Etnikai összetétel
A 2001-es népszámlálás adatok szerint a kerület lakossága 144 441 fő volt, ebből 132 041 fő magyarnak vallotta magát. A kerület lakosságának a 6,7%-a vallotta magát valamely kisebbséghez tartozónak. Magyar állampolgársággal rendelkező nemzetiségiek száma 6173 fő, míg a magyar állampolgársággal nem rendelkezők száma 3503 fő volt. Az első három legnagyobb nemzetiségi csoport a kerületben a német (1794 fő), szlovák (746 fő) és a görög (259 fő) volt. A cigányok aránya a népszámlálásokban szereplőnél lényegesen magasabb, akár három négyszerese is lehet.
A 2011-es népszámlálás adatok szerint a kerület lakossága 143 165 fő volt, ebből 121 820 fő magyarnak vallotta magát. A kerület lakosságának a 9,8%-a vallotta magát valamely kisebbséghez tartozónak. Magyar állampolgársággal rendelkező nemzetiségiek száma 10 454 fő, míg a magyar állampolgársággal nem rendelkezők száma 3572 fő volt. Az első három legnagyobb nemzetiségi csoport a kerületben a német (2830 fő), orosz (567 fő) és a román (528 fő) volt. 10 év alatt a legjelentősebben a németek és a románok száma nőtt.
A 2022-es népszámlálás adatok szerint a kerület lakossága 141 090 fő volt, ebből 120 168 fő magyarnak vallotta magát. A kerület lakosságának a 18,4%-a vallotta magát valamely kisebbséghez tartozónak. Magyar állampolgársággal rendelkező nemzetiségiek száma 19 592 fő, míg a magyar állampolgársággal nem rendelkezők száma 6318 fő volt. Az első három legnagyobb nemzetiségi csoport a kerületben a német (2465 fő), ukrán (2365 fő) és a román (748 fő) volt. 11 év alatt a legjelentősebben az ukránok és a kínaiak száma nőtt.

## Politika

### Polgármesterei
A kerület polgármesterei a rendszerváltás óta a következők voltak:
| Ciklus    | Név               | Jelölő szervezet(ek)           | Megjegyzés |
| --------- | ----------------- | ------------------------------ | ---------- |
| 1990–1994 | Dr. Bánhegyi Emil | SZDSZ                          |            |
| 1994–1998 | Szegedi Ferenc    | MDF–Fidesz–KDNP                |            |
| 1998–2002 | Dr. Juhos Katalin | Fidesz–MDF–FKgP–MDNP           |            |
| 2002–2006 | Molnár Gyula      | MSZP–SZDSZ                     |            |
| 2006–2010 | Molnár Gyula      | MSZP–SZDSZ                     |            |
| 2010–2014 | Hoffmann Tamás    | Fidesz–KDNP                    |            |
| 2014–2019 | Hoffmann Tamás    | Fidesz–KDNP                    |            |
| 2019–2024 | László Imre       | Momentum–DK–MSZP–Párbeszéd–LMP |            |
| 2024–     | László Imre       | DK–Momentum–MSZP–Párbeszéd–LMP |            |

### 2024-es önkormányzati választás eredménye
- A polgármester-választás eredménye[36]

| Jelölt neve        | Jelölő szervezet(ek) | Jelölő szervezet(ek)                                    | Szavazatok száma | Szavazatok aránya |
| ------------------ | -------------------- | ------------------------------------------------------- | ---------------- | ----------------- |
| Dr. László Imre    |                      | DK – Momentum – MSZP – Párbeszéd- ZÖLDEK – LMP – Zöldek | 32 774           | 46,80%            |
| Király Nóra        |                      | Fidesz – KDNP                                           | 23 857           | 34,07%            |
| Orbán Árpád István |                      | TISZA                                                   | 10 706           | 15,29%            |
| Dr. Zakar Gergely  |                      | Mi Hazánk                                               | 2695             | 1,84%             |
| Összesen           |                      |                                                         | 70 032           | 100%              |

- A képviselőtestület-választás eredménye[37]

| Párt | Párt                                                    | Mandátumok | Képviselő-testület | Képviselő-testület | Képviselő-testület | Képviselő-testület | Képviselő-testület | Képviselő-testület | Képviselő-testület | Képviselő-testület | Képviselő-testület | Képviselő-testület | Képviselő-testület | Képviselő-testület | Képviselő-testület | Képviselő-testület | Képviselő-testület | Képviselő-testület | Képviselő-testület |
| ---- | ------------------------------------------------------- | ---------- | ------------------ | ------------------ | ------------------ | ------------------ | ------------------ | ------------------ | ------------------ | ------------------ | ------------------ | ------------------ | ------------------ | ------------------ | ------------------ | ------------------ | ------------------ | ------------------ | ------------------ |
|      | DK – Momentum – MSZP – Párbeszéd- ZÖLDEK – LMP – Zöldek | 15         | P                  |                    |                    |                    |                    |                    |                    |                    |                    |                    |                    |                    |                    |                    |                    |                    |                    |
|      | Fidesz – KDNP                                           | 5          |                    |                    |                    |                    |                    |                    |                    |                    |                    |                    |                    |                    |                    |                    |                    |                    |                    |
|      | MKKP                                                    | 2          |                    |                    |                    |                    |                    |                    |                    |                    |                    |                    |                    |                    |                    |                    |                    |                    |                    |
|      | Mi Hazánk                                               | 1          |                    |                    |                    |                    |                    |                    |                    |                    |                    |                    |                    |                    |                    |                    |                    |                    |                    |
|      | Független                                               | 1          |                    |                    |                    |                    |                    |                    |                    |                    |                    |                    |                    |                    |                    |                    |                    |                    |                    |

### Országgyűlési választókerületek
Újbuda területén a 2014-es országgyűlési választásokig három országgyűlési egyéni választókerület (OEVK) és a 2010-es átalakítást követően 17 önkormányzati egyéni választókörzet (EVK) osztozott:
- 15. OEVK: Gellérthegy, Szentimreváros, Lágymányos, Kelenföld északi része (1-5. EVK)

| Időszak   | Képviselő      | Párt |
| --------- | -------------- | ---- |
| 1990–2006 | Csapody Miklós | MDF  |
| 2006–2007 | Deák András†   | KDNP |
| 2007–2014 | Rétvári Bence  | KDNP |

- 16. OEVK: Albertfalva, Kelenföld, Kelenvölgy (6-12. EVK)

| Időszak   | Képviselő       | Párt |
| --------- | --------------- | ---- |
| 1990–1994 | Perjés Gábor    | MDF  |
| 1994–2010 | Molnár Gyula    | MSZP |
| 2010–2014 | Simicskó István | KDNP |

- 17. OEVK: Dobogó, Gazdagrét, Hosszúrét, Kamaraerdő, Kőérberek, Madárhegy, Pösingermajor, Örsöd, Őrmező, Sasad, Sashegy, Spanyolrét (13-17. EVK)

| Időszak   | Képviselő       | Párt                             |
| --------- | --------------- | -------------------------------- |
| 1990–1994 | Kátay Zoltán    | MDF                              |
| 1994–1998 | Bihari Mihály   | pártonkívüli (MSZP támogatással) |
| 1998–2002 | Sasvári Szilárd | FIDESZ                           |
| 2002–2010 | Józsa István    | MSZP                             |
| 2010–2014 | Kupper András   | FIDESZ                           |

A 2014-es országgyűlési választáson az újbudai választókerületek megváltoztak. Budapest 2. sz. egyéni választókerülete és Budapest 18. sz. egyéni választókerülete lett.
- Budapest 2 sz. egyéni választókerület országgyűlési képviselője:

| Időszak   | Képviselő       | Párt     |
| --------- | --------------- | -------- |
| 2014-2022 | Simicskó István | KDNP     |
| 2022-     | Orosz Anna      | Momentum |

- Budapest 18 sz. egyéni választókerület országgyűlési képviselője:

| Időszak   | Képviselő       | Párt     |
| --------- | --------------- | -------- |
| 2014-2018 | Szabolcs Attila | Fidesz   |
| 2018-2022 | Molnár Gyula    | MSZP     |
| 2022-     | Tóth Endre      | Momentum |

## Közlekedés

### Közúthálózat
A kerület Budapest nyugati kapuja, a város nyugati irányú közúti forgalmának a kivezetője: a Budaörsi út folytatása az M1-es és M7-es autópályák közös szakasza, valamint innen indul a nyugati irányú 1-es (Budaörsi út), a délnyugatra vezető 7-es (Balatoni út) és a dél felé haladó 6-os főút (Szerémi út). Újbuda jelentős közlekedési csomópontjai közé tartozik a XII. kerület határán fekvő BAH-csomópont, a Móricz Zsigmond körtér, a Kosztolányi Dezső tér és a Szent Gellért tér. A pesti oldallal három közúti híd köti össze a kerületet (Szabadság híd, Petőfi híd, Rákóczi híd), de tervezik egy vagy két Csepelre vezető híd megépítését is, amelyek Kelenföld déli részéről (Galvani híd) és Albertfalváról indulnának (Albertfalvai híd).

### Vasúthálózat
Újbuda vasúti értelemben is kapuszerepet tölt be. A kerületben van Kelenföld vasútállomás, a főváros negyedik legforgalmasabb vasútállomása, amin áthalad a Dunántúlt kiszolgáló vonatok nagy része (beleértve a budapesti agglomeráció délnyugati része felé közlekedő személyvonatokat). Fontos csomópontja a Budapest–Hegyeshalom–Rajka (1-es), illetve a Budapest–Székesfehérvár (30a) és a Budapest–Pusztaszabolcs (40a) vonalnak. Rajta keresztül közelíthető meg a Gellért-hegy alatt épített alagúton át a Déli pályaudvar, de az összekötő vasúti hídon át a pesti oldal felé is halad forgalom a Körvasúton. A kerületnek a pályaudvart leszámítva egy vasúti megállója van: a déli határán, a 30a vasútvonalon található Albertfalva megállóhely.
Az üzemek átalakulására és megszűnésére, illetve a pálya állagának romlására való tekintettel 1997-ben döntés született az Andor utcai vontatóvágány megszüntetéséről. Alkalmi forgalom 2000-ig még zajlott a síneken, A hálózatot 2003 tavaszán bontottak el teljesen. Ugyancsak elbontották már a korábban a Fehérvári úti villamospályához (eredetileg a HÉV-vonalhoz) kapcsolódó iparvágány-bekötéseket, melyek az egykori BHG- és Budalakk-telephelyet szolgálták ki (a Galambóc, illetve a Prielle Kornélia utcánál).

#### A kerület vasútállomásai
| Állomás neve | Átszállási kapcsolatok |
| ------------ | --- |
| Kelenföld    | 19, 49 8E, 40, 40B, 40E, 53, 58, 87, 87A, 88, 88A, 101B, 101E, 108E, 141, 150, 150B, 153, 154, 172, 173, 187, 188, 188E, 250, 250B, 251, 251A, 251E, 272 689, 691, 710, 712, 715, 720, 722, 724, 725, 727, 731, 732, 734, 735, 736, 760, 762, 763, 764, 767, 770, 774, 775, 778, 779, 798, 799 907, 918 S10 G10 S12 S30 G30 Z30 S34 S35 S36 S40 G40 Z40 S42 Z42 G43 G44 IC, EC, EN, sebesvonat, gyorsvonat, expresszvonat, P+R |
| Albertfalva  | 17, 41, 47, 48, 56 7, 58, 114, 213, 214 973 S30 G30 S34 S35 S36 |

### Távolsági buszközlekedés
Az elővárosi közlekedést szolgálja a Kelenföldi pályaudvar mellett lévő Volánbusz-állomás, ahonnan Biatorbágy, Érd és Százhalombatta térségébe indulnak buszok.

### Tömegközlekedés
A kerület közösségi közlekedésének feladatát a Budapesti Közlekedési Zrt. látja el metróval, villamosokkal és autóbuszokkal, igen kiterjedt hálózatot alkotó és nagy forgalmú viszonylatokkal. Szentimreváros nyugati peremén terül el a BKV kelenföldi autóbuszgarázsa. A kelenföldi villamosremíz a Bartók Béla út végén, a Budafok kocsiszín a Fehérvári út Albertfalvai végén található.

#### Villamoshálózat
A villamosok Buda délebbi (17-es, 41-es, 47-es, 48-as), belső (19-es, 41-es) és északabbi részével (4-es, 6-os, 17-es, 61-es), illetve Pest központi területeivel (4-es, 6-os, 47-es, 48-as, 49-es) kapcsolják össze Újbudát. A Rákóczi hídon keresztül az 1-es villamos Pest külsőbb kerületeivel és Óbudával is kapcsolatot teremt.
A kerület villamosközlekedése a 2010-es években jelentősen fejlődött. A Móricz Zsigmond körtéren keresztül összekötötték a Fehérvári és Villányi úti villamospályát. Az addig Óbudától a Rákóczi híd pesti hídfőjéig közlekedő 1-es villamost 2015-ben a Fehérvári út és Hengermalom út kereszteződéséig építették tovább, és 2018-ra az Etele úton keresztül a Kelenföld vasútállomásig hosszabbították meg. A 2016-ban használatba vett budai fonódó villamoshálózat révén újabb kötöttpályás kapcsolatok jöttek létre az észak-budai térségben. Az új és felújított pályákra beszerzett CAF Urbos 3 villamosok befogadása érdekében várhatóan 2017-re átalakítják Budafok kocsiszínt is.

#### Autóbusz-hálózat
A kerületet összesen 50 nappali autóbuszvonal érinti.
- A XI. kerület helyi járatai:  153, 154, 187
- Budafok–Tétény felé:  33, 33A, 58, 87, 101B, 101E, 107, 114, 133E, 141, 150, 150B, 158, 213, 214, 250, 250B, 251, 251A, 251E, 287
- Budán, észak felé:  27, 53, 110, 112, 139, 140, 140A, 212, 212A, 212B
- A belváros felé:  7, 8E, 107, 108E, 110, 112, 133E
- A IX. kerület felé:  212, 212A, 212B
- Budaörs és Törökbálint felé:  40, 40B, 40E, 88, 88A, 140, 140A, 172, 173, 188, 188E, 240, 272, 287

Továbbá 11 éjszakai járat is része a kerület buszhálózatának:
- 901, 907, 908, 918, 940, 941, 960, 972, 972B, 973, 973A

#### Metró
2006-ban megkezdődött a 4-es metró építése is, amely szintén a pesti belváros felé teremt kapcsolatot a kerület súlyponti jellegű, északi részén keresztül. Enyhíti Újbuda főútvonalainak (Tétényi út, Fehérvári út, Bartók Béla út, Bocskai út) zsúfoltságát, aminek következtében csökkenhet a magas légszennyezettség. 2014. március 28-án nyílt meg az első szakasza, ami a Kelenföld vasútállomást és a Keleti pályaudvart köti össze, átszállási lehetőséget biztosítva a Keleti pályaudvarnál a 2-es, Kálvin térnél pedig a 3-as metróra. A kerületben épült fel a metró öt megállója (Kelenföld vasútállomás, Bikás park, Újbuda-központ, Móricz Zsigmond körtér, Szent Gellért tér), valamint a remíz és az irányítóközpont a végállomás közelében. A metróépítés bizonytalan jövőjű, harmadik fázisában a tervek szerint további két megálló épül majd nyugat felé, a gazdagréti és madárhegyi lakóövezetbe.

### Légiközlekedés
A kerület határain belül található a budaörsi repülőtér, amely a második világháború előtti időkben, valamint a világháborút követő években, a ferihegyi repülőtér 1950-es megnyitása előtt az ország nemzetközi repülőtere és a belföldi légiközlekedés központja volt. Jelenleg csak kisgépes repülésre használják.

## Egészségügy
A kerület első, máig látható, egészségügyi jellegű épülete a már középkorban is ismert gyógyvizet felhasználó Gellért gyógyfürdő. Hévize kalcium-magnézium-hidrogénkarbonátos és szulfátos-kloridos, de nátrium- és fluoridion-tartalma is jelentős. Mindenekelőtt ízületi problémák és a vérkeringés zavarainak kezelésére alkalmas. Az 1850-es években a mai Kelenföldön is gyógyfürdő nyílt: a véletlenül talált keserűvízkincset felhasználó Erzsébet sósfürdő az első világháború idejére rendkívül népszerűvé vált. A Horthy-korszakban a környék beépítése miatt lassan apadni kezdtek a gyógyforrások, ám egy 1943-as mélyfúrás során termálvízre akadtak, és tervek készültek egy nőgyógyászati profilú fürdőkórház felépítésére.
Erre végül a második világháború miatt nem került sor, helyette egy Dél-Buda ellátására létrehozott, általános kórházat emeltek a fürdő helyén. Az 1950-ben megnyitott Tétényi úti kórházat a lakótelepek építésével párhuzamosan megnövő lakosságszámra való tekintettel jelentősen kibővítették az 1970-es években. A rendszerváltást követően az intézmény felvette Szent Imre nevét. Általános modernizációja és bővítése 1999 óta több ütemben, folyamatosan zajlik. Jelenleg Dél-Buda, illetve Etyek és Mány felnőtt fekvőbeteg-ellátásának színhelye.
2003-ig a kórházhoz tartozott a kerületi lakosság alap- és szakellátása is, ezt azóta az önkormányzat működteti (a Gyógyír XI. Egészségügyi Szolgáltató Nonprofit Kft. révén). A kerületi ellátás központja a Fehérvári úton lévő Szent Kristóf Szakrendelő, korábbi nevén Újbudai Egészségcentrum (a védett épület 2006-ra teljes felújításon esett át és akadálymentesítették), emellett huszonhat telephelyen fogadnak betegeket a kerületben.

## Kultúra, művelődés, sport

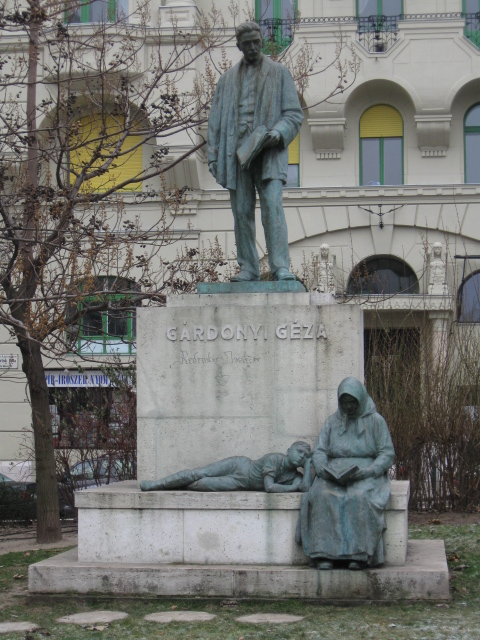
Gárdonyi Géza szobra, a háttérben a Hadik Kávéháznak is otthont adó épület

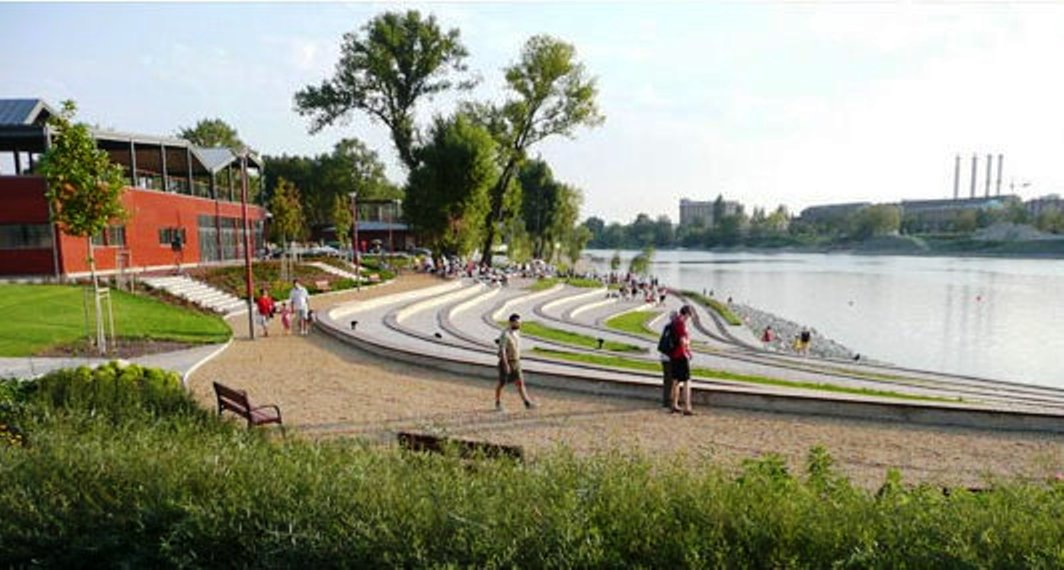
A Lágymányosi-öböl és a Kopaszi-gát

### Kulturális városközpont
A 4-es metró várhatóan jelentős mértékben tehermentesíti a jelenleg rendkívül forgalmas Bartók Béla utat. Ezt kihasználva az önkormányzat kulturális városközpontot (KVK) kíván létrehozni az út mentén a Móricz Zsigmond körtértől a Szent Gellért téri Duna-partig. Ennek megfelelően megkezdődött a környék házainak felújítása, illetve a terület központjában lévő Gárdonyi tér (sarkán az évekig megnyitásra váró Hadik Kávéház) átalakítása. A program részeként a lerongyolódott állapotú körtéri szolgáltatóépület, a Gomba modernizációjára is sor kerül. A cél, hogy az útszakasz Buda belvárosává, sétálóutcájává váljon kávéházakkal, éttermekkel, galériákkal, antikváriumokkal. 2014. szeptember 6-án rendezték meg a Cseh Tamás Napot.

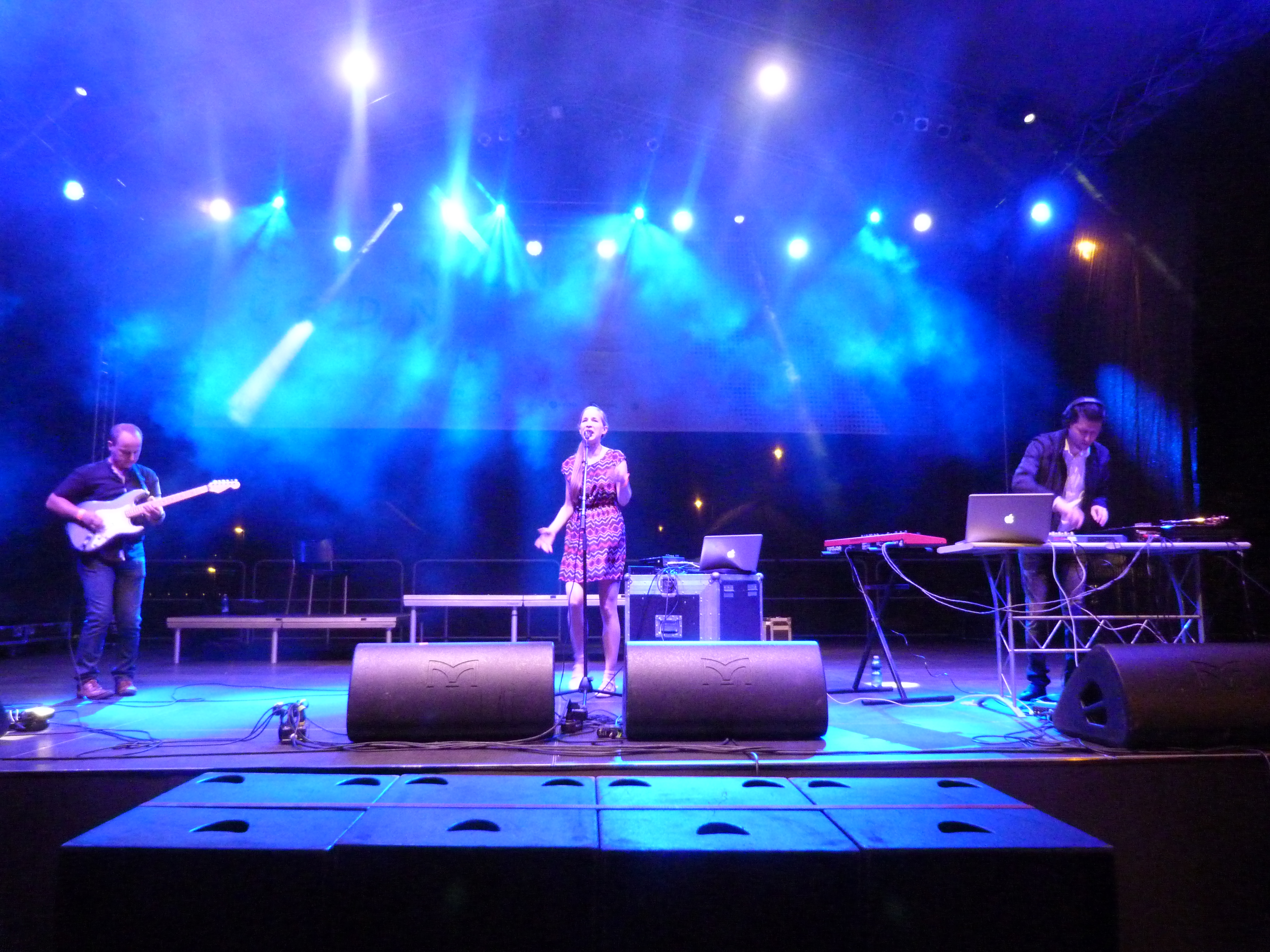
Cseh Tamás Nap – Bin-Jip együttes

### Oktatás, képzés

#### Közoktatás
Az önkormányzat 10 bölcsődét, 23 óvodát, 15 általános iskolát, egy speciális szakiskolát, egy zeneiskolát és öt középfokú oktatási intézményt tart fenn. Ezek mellett egyházi, alapítványi és magánkézben lévő bölcsődéből kettő, óvodából tizenkettő, általános iskolából kilenc, középiskolákból pedig öt várja a gyermekeket Újbudán.
A kerület híresebb középiskolái közé tartozik a Budai Ciszterci Szent Imre Gimnázium, amely 1912-től az egy évvel korábban megnyílt Váli utcai elemi iskolában működött, majd 1929-ben költözött újonnan épült, Villányi úti neobarokk épületbe, a Szent Imre-templom mellé. 1948-ban államosították, és 1950-ben József Attila Gimnázium lett a neve. A rend 1998-ban visszakapta az épületet, a József Attila Gimnázium pedig 2000-től kezdve a hajdani Váli utcai elemi iskola épületét foglalhatta el (a nemrég működő Öveges József Szakközépiskola Szakmunkásképző és Gimnázium társaságában). A közelben épült fel 1930-ra az Isteni Megváltóról Nevezett Nővérek rendje által fenntartott Szent Margit Gimnázium, amelynek épületében 1955-től kezdve Kaffka Margit Gimnázium néven működött állami intézmény. A rend 1996-ban kapta vissza az épületet, a Kaffka Margit Gimnázium pedig megszűnt. A Fényes Elek közgazdasági technikum megszűnt. Udvarán 2016/17 telétől jégpályát üzemeltet az önkormányzat.(Körösi József u.)
Egyéb középiskolák:
- Bárdos Lajos Általános Iskola és Gimnázium
- Bethlen Gábor Általános Iskola és Újreál Gimnázium
- Petőfi Sándor Általános Iskola, Gimnázium és Szakközépiskola
- Öveges József Szakközépiskola Szakmunkásképző és Gimnázium
- Weiner Leó Zeneiskola és Zeneművészeti Szakközépiskola

#### Felsőoktatás, tudományos intézmények
A kerület szempontjából meghatározó jelentőségű, hogy számos felsőoktatási intézmény települt meg itt. A Szabadság és a Petőfi híd között a külön e célra feltöltött lágymányosi Duna-partot a Királyi József Műegyetem 1909-re felépült campusa, valamint a Petőfi hídtól délre, ma az ELTE Informatikai, Társadalomtudományi és Természettudományi Karának otthont adó, az 1980-as évek végén építeni kezdett és az ezredforduló éveiben elkészült egyetemi város foglalja el. Korábban önálló intézményként létezett a Gellért-hegy oldalában álló, 1977-ben alapított Államigazgatási Főiskola és a Villányi út mellett, a hegy lábánál elhelyezkedő Kertészeti és Élelmiszeripari Egyetem, amely a 19. század közepén tevékenykedő Entz Ferenc tangazdaságából fejlődött ki. A két intézmény ma a Budapesti Corvinus Egyetem részeként működik: előbbiből jött létre a Közigazgatástudományi Kar, míg az utóbbi Budai Campus néven a Kertészeti, a Tájépítészeti és az Élelmiszeripari Karoknak ad otthont. (A Közigazgatás-tudományi Kar időközben 2012-től a Nemzeti Közszolgálati Egyetem részeként működik, jelenleg Államtudományi és Nemzetközi Tanulmányok Kar néven az Üllői úti Campuson. Ménesi úti épületét végül a Corvinus kapta.) Ezek mellett az 1992-ben alapított Gábor Dénes Főiskola, illetve az 1996-ban megnyílt Általános Vállalkozási Főiskola épületei is a kerületben vannak.
Az egyetemisták nem csak a tanintézményeik, hanem a számos kollégium révén is a kerülethez kötődnek: itt található a BME Kármán Tódor, Schönherz Zoltán, Vásárhelyi Pál, Wigner Jenő és Bercsényi Építész Kollégiuma, valamint Liska Tibor és Simonyi Károly Szakkollégiuma, illetve az ELTE Nádorfejérvári úti, Kőrösi Csoma Sándor és Hotel Griff Junior Kollégiuma. Az Eötvös József Collegium 1910-ben átadott épülete a Gellért-hegy oldalában áll, hasonlóan az ELTE ÁJK Bibó István Szakkollégiumához. A Nándorfejérvári úti kollégium épületében működik a Társadalomtudományi és a Bolyai Szakkollégium.
A szélesebb körű tudományos ismeretterjesztés és képzés feladatát ellátó TIT Stúdió Egyesület központja is a kerületben található.

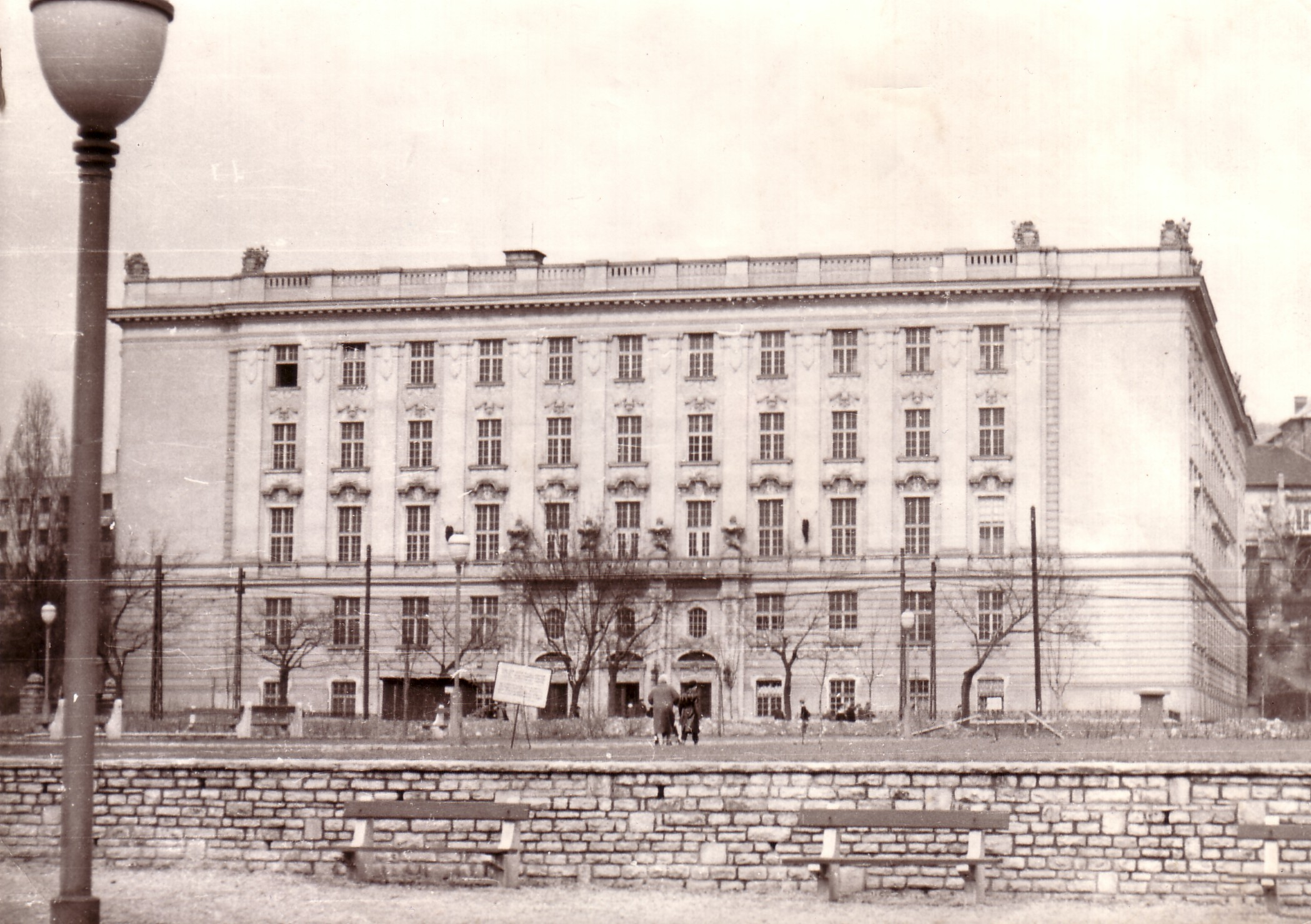
A Szent Imre (volt József Attila) gimnázium homlokzata a Villányi úton

### Könyvtárak, közgyűjtemények
A Fővárosi Szabó Ervin Könyvtár három tagkönyvtárat működtet Újbudán: egyet Gazdagréten (Móricz Zsigmond könyvtár), egyet Kelenföldön (Kelenföldi Könyvtár a Kelenföldi Városközpontban), egyet pedig Lágymányoson (Karinthy Frigyes Könyvtár). A BME campusán működik az egyetem könyvtára, amellyel 2001-ben egyesült az Országos Műszaki Információs Központ és Könyvtár (OMIKK). A gyűjtemény a matematika és fizika tudományának országos alapkönyvtára, egyben az ország legnagyobb műszaki könyvgyűjteménye. Az ELTE lágymányosi karainak (IK, TáTK, TTK) is saját könyvtárai vannak, amelyek az Egyetemi Könyvtár irányítása alá tartoznak.
Újbudán több kisebb múzeum és gyűjtemény látogatható:
- Albertfalvi Helytörténeti Gyűjtemény és Iskolamúzeum
- Etele XI. Kerületi Helytörténeti Kör Kiállítóhelye
- GAMMA Múzeum (A GAMMA Finommechanikai és Optikai Művek történetének emlékei)
- Magyar Műszaki és Közlekedési Múzeum – Műszaki Tanulmánytár
- Molnár C. Pál Műterem-múzeum
- HM Hadtörténeti Intézet és Múzeum – Magyar Katonai Ellátás Története (szakgyűjtemény)
- Karinthy Szalon
- Bartók 69 Galéria

Emellett a Citadellában és környékén fénykép- és fegyverkiállítás, illetve panoptikum látogatható. Évek óta tervezik a Bartók Béla úti Csonka János Múzeum megnyitását is, ami összhangban lenne a KKV-projekttel.

### Helyi média
- Újbuda TV
- Újbuda (korábban Kelenföldi Híradó, a kerületi önkormányzat kéthetente megjelenő ingyenes újsága)

### Színházak, mozik, szórakoztatás
1988 óta a kerületben működik Buda egyetlen folyamatosan játszó, önálló kőszínháza, a Karinthy Színház, amit a korábbi Haladás Mozi épületében hoztak létre. 1958 és 2005 között a könnyed szórakoztatás – gyermekműsorok, operettestek és könnyűzenei koncertek – színhelye volt a bezárt, 2015-ben találkozóhelyként újra megnyíló Budai Parkszínpad a Feneketlen-tó melletti parkban. A korábban a kerületben működő mozik (Bartók, Olimpia) az 1990-es években sorra megszűntek. 2009 óta az Allee bevásárlóközpont, majd 2021 óta az Etele Plaza bevásárlóközpont biztosít modern, többtermes, multiplex filmszínházi élményt a látogatóknak.

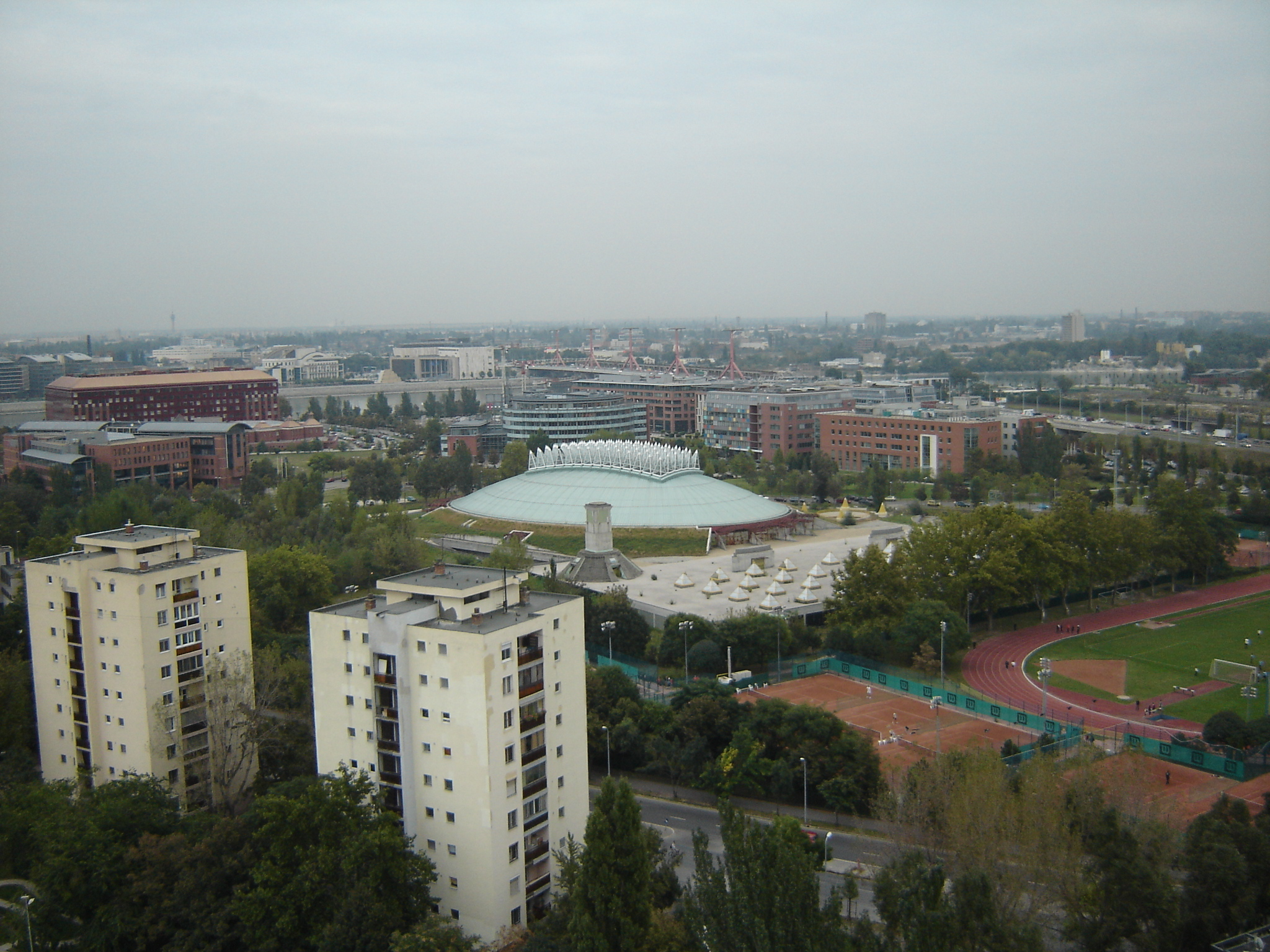
Előtérben a Lágymányosi lakótelep szélső házai és a BEAC sporttelepe, középen a felvétel időpontjában még üresen álló Tüskecsarnok, háttérben balra az ELTE déli, a BME informatikai épülete, háttérben középen pedig az Infopark és a Rákóczi híd

Kultúrprogramok zajlanak a több kisebb, helyi jelentőségű (Albertfalvai, Gazdagréti és Kelenvölgyi Közösségi Ház) és nagyobb művelődési- és kultúrházban. Utóbbiak közé tartozik és az 1951-ben létesített Fővárosi Művelődési Ház (FMH), melyet 2012-re teljesen átépítettek, valamint az 1979-es alapítású Budapesti Művelődési Központ (BMK). A Fonó Budai Zeneház a népzene, a néptánc és a magyar jazz fontos központja.
A lágymányosi egyetemi kollégiumok klubjai, szórakozóhelyei, hagyományos kari rendezvényei több évtizedes múltra tekintenek vissza. Az Infopark területén évente megrendezett BME Egyetemi Napok magas színvonalú koncertekkel, szórakoztató programokkal várja a kerületi vagy ide látogató vendégeket is.
A 2000-es években a Petőfi híd budai hídfőjének környéke adott teret a korszak két ikonikus, szabadtéri budapesti szórakozóhelyének. A Zöld Pardon ("ZP") elsősorban a könnyűzenei és alternatív koncertek, míg a Cafe del Rio az elektronikus és klubzene kedvelői körében volt jól ismert. A 2010-es évek elején mindkét hely bezárt; azonos névvel néhány évig később a Rákóczi híd északi oldalán, illetőleg Kelenföldön üzemeltek. A Zöld Pardon helyét később a Barba Negra Track vette át, melyet ingatlanfejlesztési projekt miatt 2022-ben bezártak. A Rio kelenföldi épületébe 2021-ben a budapesti zenei élet egyik meghatározó helyeként számon tartott, az Ajtósi Dürer sorról szintén ingatlanfejlesztés miatt kiszorult Dürer Kert költözhetett, azóta is szerves részét képezve a kerület életének.
A könnyűzene kedvelőit egész évben az A38 Hajó a Petőfi híd közelében, illetőleg a kelenföldi Barba Negra Music Club is várja.

### Sport
Újbuda sportegyesülete, az Újbuda Torna Club 2007-ben jött létre Molnár Gyula polgármester kezdeményezésére, alapító tagjai kerületi kötődésű sportolók (Czene Attila, Grosics Gyula, Horváth Gábor, Jánosi Zsuzsa, Faházi János, Nyilasi Tibor, Orosz Andrea, Temesvári Andrea, Tóth Frank, Török Ferenc, Zsolnay Gyöngyi). Az Újbuda TC hat szakosztályt tart fenn: egy-egyet a labdarúgás, a röplabda, a kosárlabda, a kézilabda, a tenisz és a szabadidősportok (asztalitenisz, barlangászat, gimnasztika, karate, siklóernyőzés stb.) számára. Az önkormányzat 2001 óta egy kifejezetten testnevelési profilú oktatási intézményt is fenntart: a Bikszádi utcai általános iskola 2008-tól Grosics Gyula nevét viseli.
Szintén a kerületben működik a Budapesti Műszaki és Gazdaságtudományi Egyetem egyesülete, a Műegyetemi Atlétikai és Football Club (MAFC), illetve az ELTE-hez kötődő Budapesti Egyetemi Atlétikai Club (BEAC). Az Albertfalva északi részén működő Nyéki Imre Uszoda sportolási és kikapcsolódási lehetőséget biztosít látogatói számára.

## Látnivalók

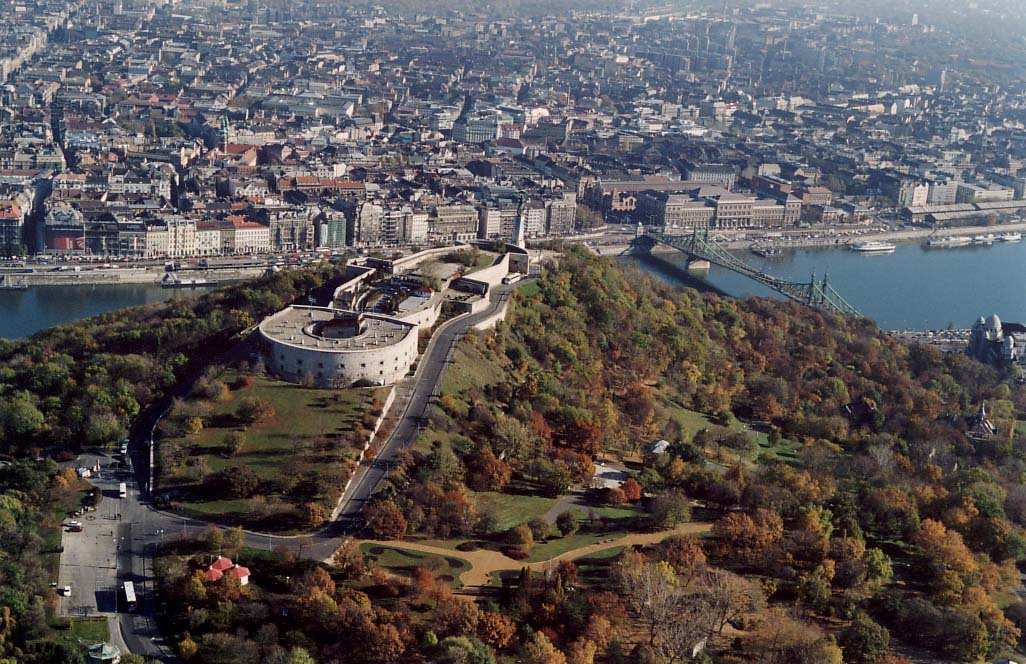
A Gellért-hegy, rajta a Citadella és a Szabadság-szobor

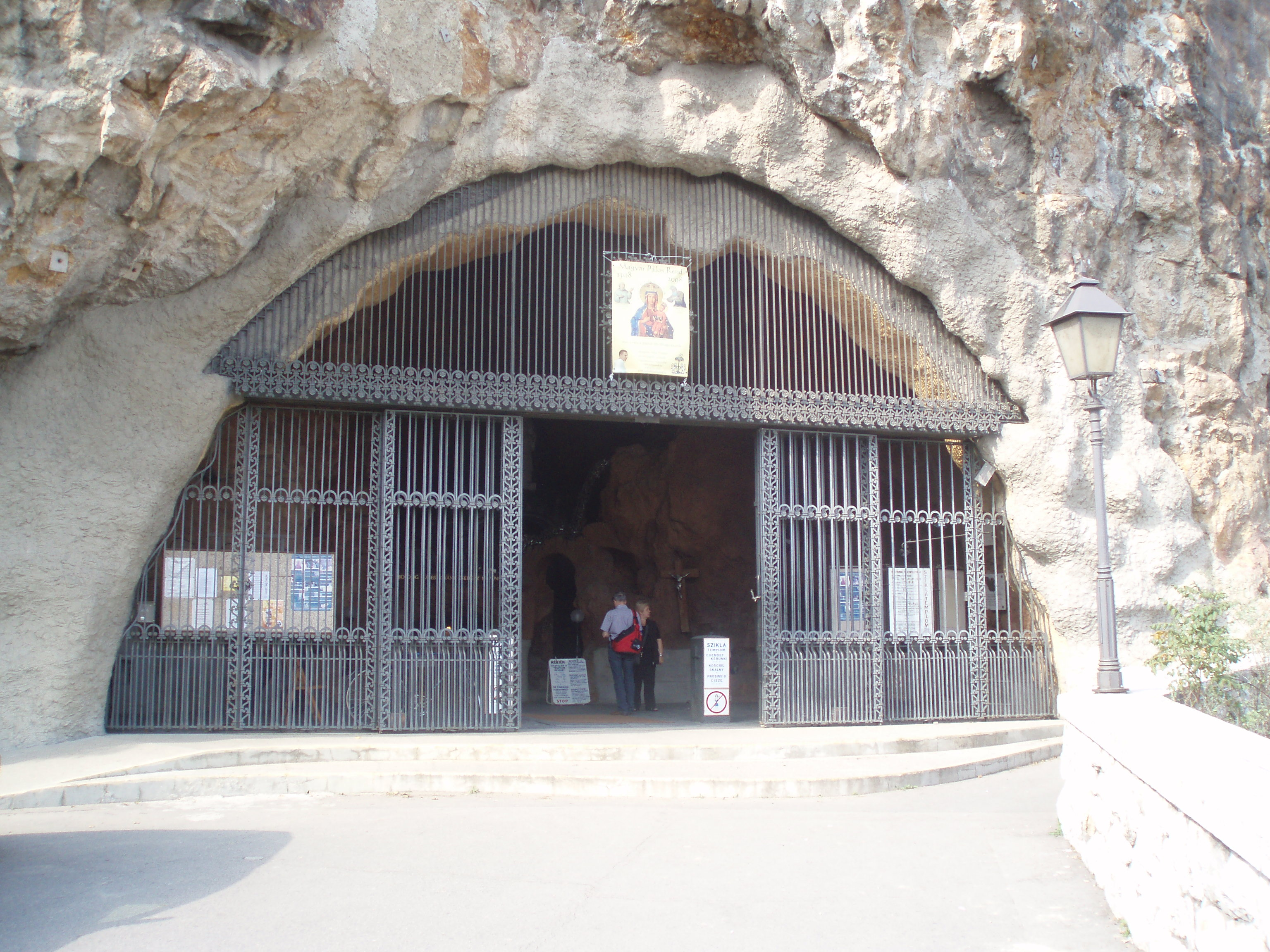
Sziklakápolna

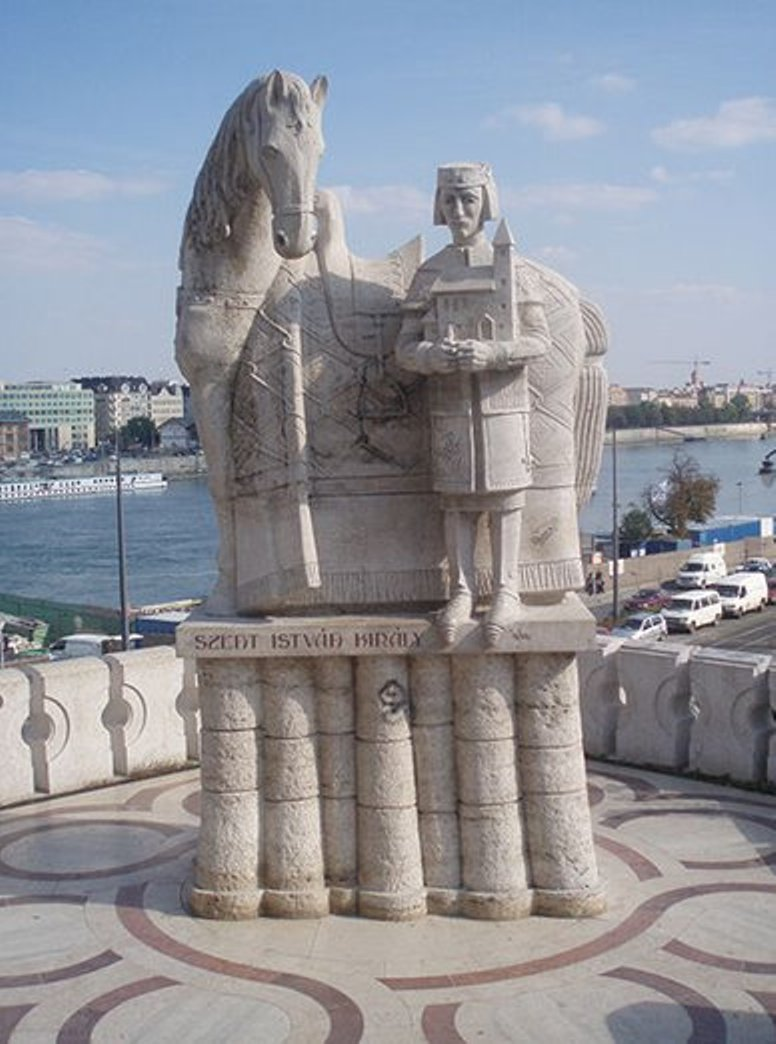
Szent István szobor (Kő Pál alkotása) a Sziklakápolna előtt

### Épített örökség

#### Gellérthegy
Történetének sajátosságai folytán a kerület épületeinek zöme a 20. század folyamán épült. A 19. század legjelentősebb emléke a hegy tetején álló Citadella, amely szórakozóhelyeknek és kiállításoknak ad otthont. A közvetlen közelébe épült Budapest egyik szimbóluma, Kisfaludi Strobl Zsigmond műve, az 1947-ben felállított Szabadság-szobor. A hegyről kiváló panoráma nyílik Pestre és a budai várnegyedre. A Gellért-hegy délkeleti oldalán látható a Sziklakápolna (Lux Kálmán és Weichinger Károly, 1931), amihez 1934-ben neoromán stílusú kolostor épült a pálos rend számára a Gellért rakparton. A Sziklakápolna előtt áll Kő Pál Szent István-szobra (2001), a felette lévő kilátón pedig egy kőkereszt kapott helyet. A hegy déli oldalán áll az Eötvös Kollégium Alpár Ignác tervezte épülete (1910), valamint a lazaristák rendháza (1910) és iskolája (1912), illetve a hajdani Államigazgatási Főiskola szembeötlő tömbje (Törőcsik Sándor, 1979). A teljes Gellért-hegy – a Szent Gellért tér épületeivel együtt – Budapest világörökségi helyszínei közé tartozik.

#### Szentimreváros
A Gellért-hegy tövében, a Szabadság híd (1896) közelében, a Szent Gellért téren épült fel 1918-ra a Gellért Szálló és gyógyfürdő szecessziós stílusban, Sebestyén Artúr, Sterk Izidor és Hegedűs Ármin tervei alapján. Előtte áll a budapesti gyógyfürdőket szimbolizáló Forrásház (2003). A Gellért tértől a Móricz Zsigmond körtér és Kosztolányi Dezső tér vonaláig terjedő szentimrevárosi útszakasz házai a 20. század első évtizedeiben épültek. A terület központjában lévő, 2010-ben felújított és parkosított Gárdonyi téren Horvay János közadakozásból épült Gárdonyi-szobra látható (1932). A Móricz Zsigmond körtér látványosságai közé tartozik Szent Imre szobra (Kisfaludi Strobl Zsigmond műve, 1930), valamint az alakjáról Gomba néven ismert szolgáltatóépület (Schall József, 1942; felújítva 2014-ben Szaból Levente tervei alapján). A körtér névadójának, Móricz Zsigmondnak is van szobra (Varga Imre, 2004).
A körtérről nyíló Villányi úton sorakozik a Szent Margit Gimnázium (Fábián Gáspár, 1930), a Szent Imre-templom és a Szent Imre Gimnázium (Wälder Gyula, 1938 és 1929) neobarokk épületegyüttese; a templom és a ciszterci gimnázium között állították fel újra 2001-ben a Horthy-korszak meghatározó oktatáspolitikusa, Klebelsberg Kunó szobrát (Grantner Jenő, 1939). A templommal és gimnáziummal szemközti parkban, a Feneketlen-tó környékén van a tíz év bezárás után 2015-ben szabadtéri találkozóhelyként megnyílt Új Budai Parkszínpad (Pálfy Ferenc, Studer Antal és Vitkovits István, 1958), valamint Kosztolányi Dezső (Borbás Tibor, 1979) és Bartók Béla szobra (Somogyi József, 1981): előbbi az íróról elnevezett teret, utóbbi a zeneszerzőről elnevezett utat szemléli. A Feneketlen-tó délnyugati sarkán lány bronz szobor emlékeztet a társadalmi munkára, ahogy a park létre jött.

#### Lágymányos

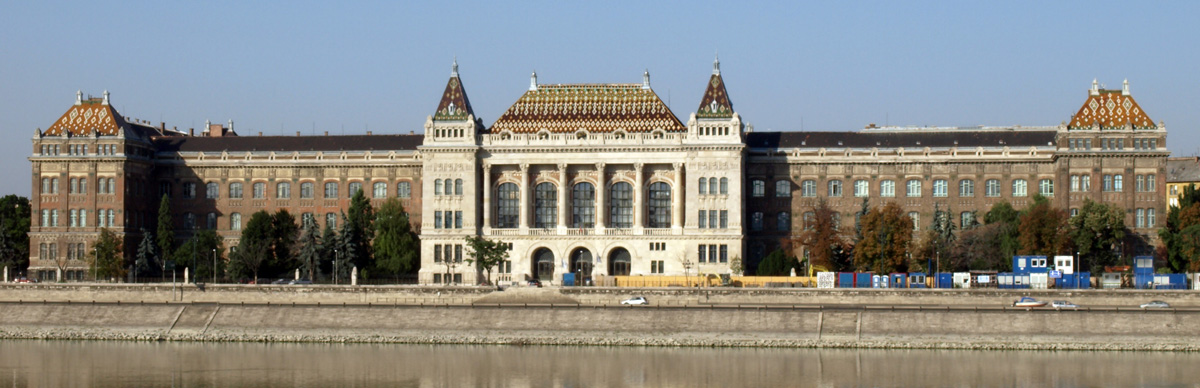
A Műegyetem központi épülete a Duna felől

Lágymányos a századfordulós Műegyetem (tervezői: Czigler Győző, Hauszmann Alajos és Pecz Samu) mellett a modern ELTE-campusszal is büszkélkedhet. Ennek szélén kapott helyet a Magyar Szentek Temploma (Török Ferenc és Balázs Mihály, 1996). A róla elnevezett út és az Irinyi József utca sarkán áll Karinthy Frigyes szobra (Paulikovics Iván, 1988). Az Egry József utca és az Irinyi József utca sarkán áll Egry József szobra, ami a badacsonyi bronz mása, csak bronz „stégen” szemlélődik. A budai alsó rakpart Rákóczi és Petőfi híd közötti szakasza 2015 óta Henryk Sławik lengyel embermentő nevét viseli, ez a Henryk Sławik rakpart. A modernebb épületek közé tartozik a Fehérvári úti Vásárcsarnok (Halmos György 1975-ös épületét 2003-ra Kertész András Tibor építette át) és a szomszédos Allee bevásárlóközpont és a hozzá kapcsolódó Simplon Udvar nevű lakóépület (2009). A városrész belső részén látható a hajdani Váli utcai iskola tornyos épülete (1912), a Szendrői Jenő és Lévai Andor tervezte rendelőintézet (1949), valamint a Medgyaszay István tervezte kelenföldi református templom (hivatalosan Magyar Advent Temploma, 1929).

#### Kelenföld

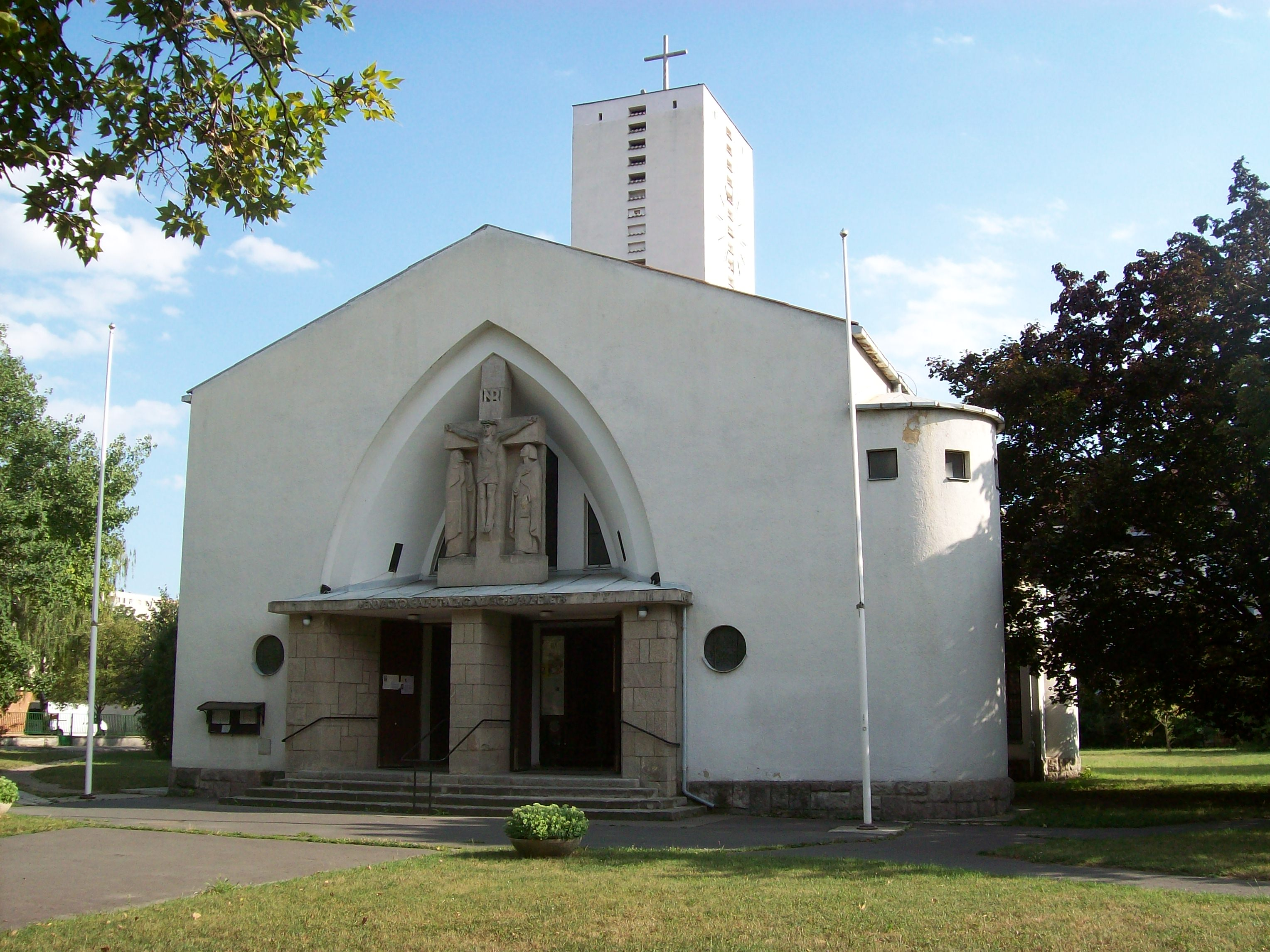
A Szent Mihály-templom, Albertfalva

Az előbbi közelében, de már Kelenföld északi részén áll a neoromán stílusú kelenföldi evangélikus templom (Schulek János, 1928). A városrészben található az 1870-es években típusterv alapján épült Kelenföldi pályaudvar és a Duna-part ipari műemlékei, az 1911-ben épült Budai Hengermalom és az 1914-től működő Kelenföldi Hőerőmű (Reichl Kálmán és Borbiró Virgil tervei alapján 1937-ben érte el végleges állapotát). A külső Bartók Béla úton álló, Kiss András tervezte Szent Gellért-templomot 1992-ben adták át, harangtornya 1999-re készült el. Szobordíszítéseit, II. Szilveszter pápa a templom előtt álló szobrát és a kertben lévő, Árpád-házi szenteket ábrázoló szobrokat Varga Imre készítette. Szintén a Kelenföldi pályaudvar közelében áll a Külső-kelenföldi Református Egyházközség modern temploma (Szabó István, 1981). A lakótelepek gyűrűjében álló szolgáltatóépület, a Kelenföldi Városközpont 1966-ra készült el Zilahy István tervei alapján. A mellette lévő parkban áll Kiss István Monda címet viselő, három bikát ábrázoló szobra (1979).

#### Külső városrészek
Albertfalva római táborából csupán kis számú, kevéssé látványos rom van a felszínen. Az akkor még önálló község 1941-ben megnyílt római katolikus templomát, a Szent Mihály-templomot Kismarty Lechner Jenő és fia, ifj. Lechner Jenő tervezte. Kelenvölgy Szentháromság-temploma Weichinger Károly tervei alapján 1931-re készült el. Kőérberek középkori romjai nem látogathatók. A gazdagréti lakótelep szomszédságában Koppányi István tervei alapján épült fel a Szent Angyalok-templom, ami 2002-ben kezdte meg működését. Sasadon két 18. századi, barokk stílusú szobor is látható: Xavéri Szent Ferencé a délkeleti határán lévő Amerikai Temetőben, egy Szentháromság-szobor pedig északi határán, a Törökbálinti úton. Őrmezőn, a Költők Parkjában látható az élete utolsó éveit a lakótelepen töltő Kálnoky László, Kormos István és Zelk Zoltán 2010-ben átadott domborműve.

### Természeti értékek, zöldterületek

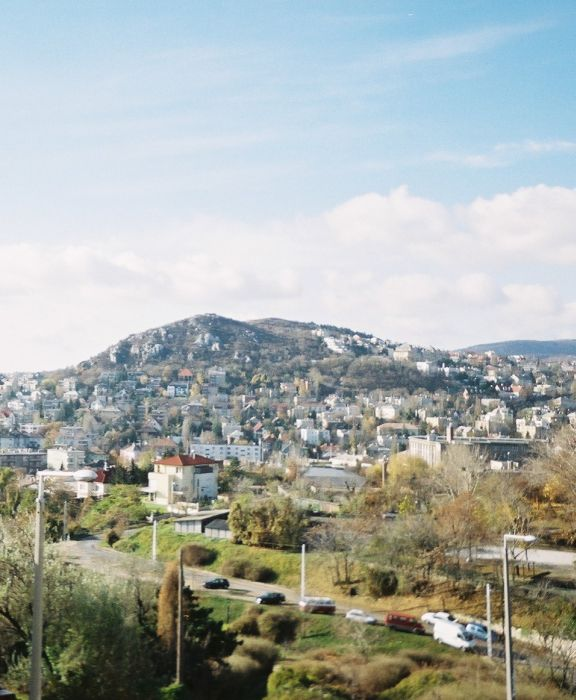
A Sas-hegy a Gellért-hegy felől nézve

Újbudán több természetvédelmi terület van. A XII. kerületbe is átnyúló, országos jelentőségű Budai Sas-hegy TT korlátozottan látogatható, legfőbb értékét a dolomitsziklákon növő karsztbokorerdők, illetve sziklafüves gyepek maradványainak élővilága jelenti. Mintegy félszáz védett növényfaj él a területen, köztük az északi lejtőket benépesítő jégkori reliktumfajok, így a budai nyúlfarkfű (Sesleria sadleriana) és István király-szegfű (Dianthus plumarius ssp. regis-stephanii), illetve a meleg, száraz déli hegyoldalakon élő magyar gurgolya (Seseli leucospermum) és csikófark (Ephedra distachya). Az állatvilágot elsősorban a kisebb testű lények – ízeltlábúak, illetve a velük táplálkozó hüllők és madarak – képviselik. Mintegy húsz endemikus vagy Magyarországon csak innen ismert ízeltlábú faj honos a Sas-hegyen, a hüllők közül a pannon gyík és a haragos sikló számít különlegesnek. Szintén országos jelentőségű védett terület a dolomitos Gellért-hegy is, amelynek parkos-erdős növényzete a szőlők filoxéra általi elpusztulásának köszönhetően alakult ki a 19. század végén. Egyes elszigetelt, meredek területein azonban az eredeti, a sas-hegyihez hasonló növényzet is megmaradhatott. Magyarországon csak itt él a sárgás habszegfű (Silene flavescens).
A fentiek mellett négy helyi jelentőségű természetvédelmi terület is van a kerületben. A Gellért-hegy lábánál terül el a Budai Arborétum, amely Entz Ferenc tankertészetéből fejlődött ki, és jelenleg a Szent István Egyetem budai campusának ad otthont. Az arborétum 7,5 hektáron csaknem 2000 fásszárú dísznövényfajt és -fajtát, több száz hagymás virágot és csaknem 250 féle egyéb évelő dísznövényt nevel. A Rupp-hegy a Sas- és Gellért-hegyhez hasonlóan a Budai-hegyek eredeti növény- és rovarvilágának megőrzése miatt jelentős. A kőérberki szikes rét a főváros utolsó ilyen jellegű élőhelye, sziki növénytársulásai és az itt fakadó keserűvíz-források adják fontosságát. A Kopaszi-gát és a Lágymányosi-öböl környéke szintén helyi védelem alá esik.
Az egyéb zöldterületek közé tartozik a kerület egyik szimbóluma, a Feneketlen-tó körül elterülő, illetve a szomszédos Kosztolányi Dezső téri park, a dombjára állított szoborról elnevezett kelenföldi Bikás park, a Függetlenségi park, az Egyetemisták parkja a lágymányosi ELTE-campus körül, az őrmezei Költők parkja, illetve a Kamaraerdő.

## Képgaléria

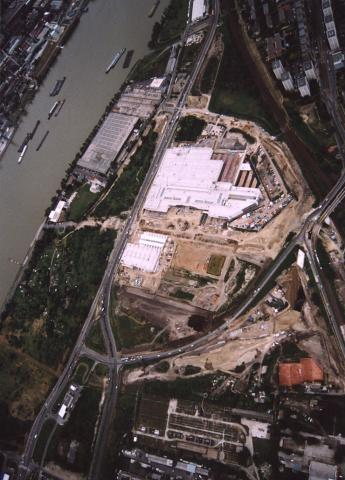
Albertfalva, a Savoya park építése
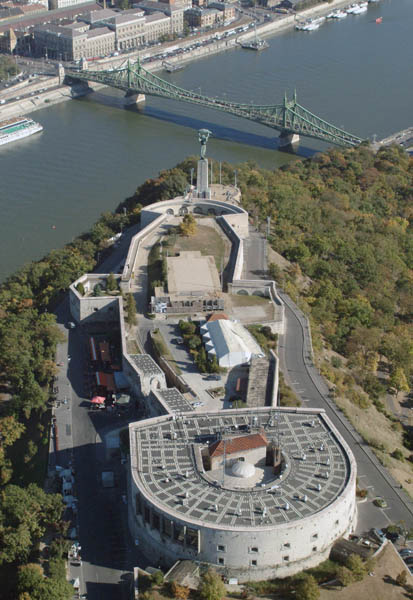
A Citadella légifotója
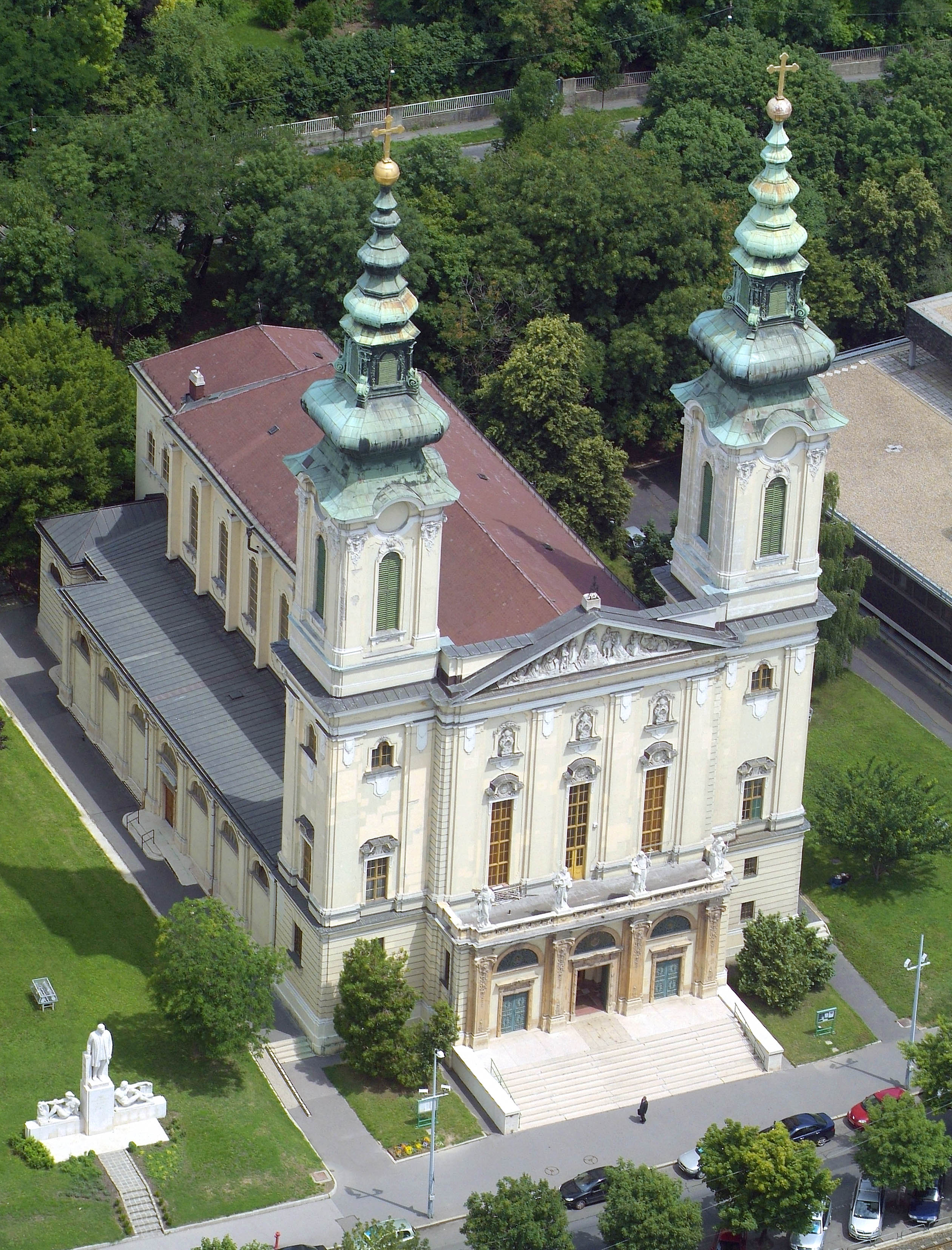
A Szent Imre-templom
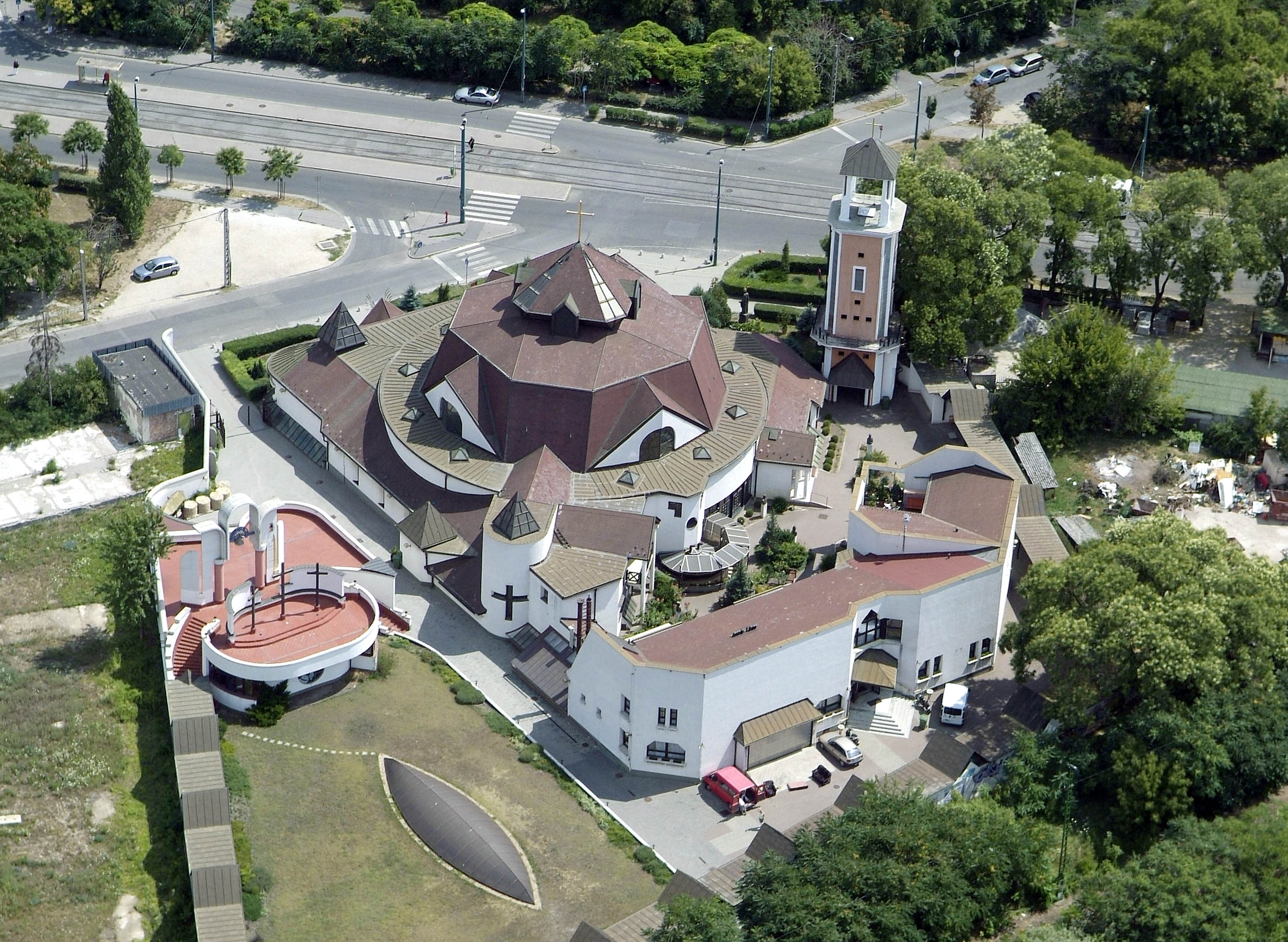
A Szent Gellért-templom és temetője
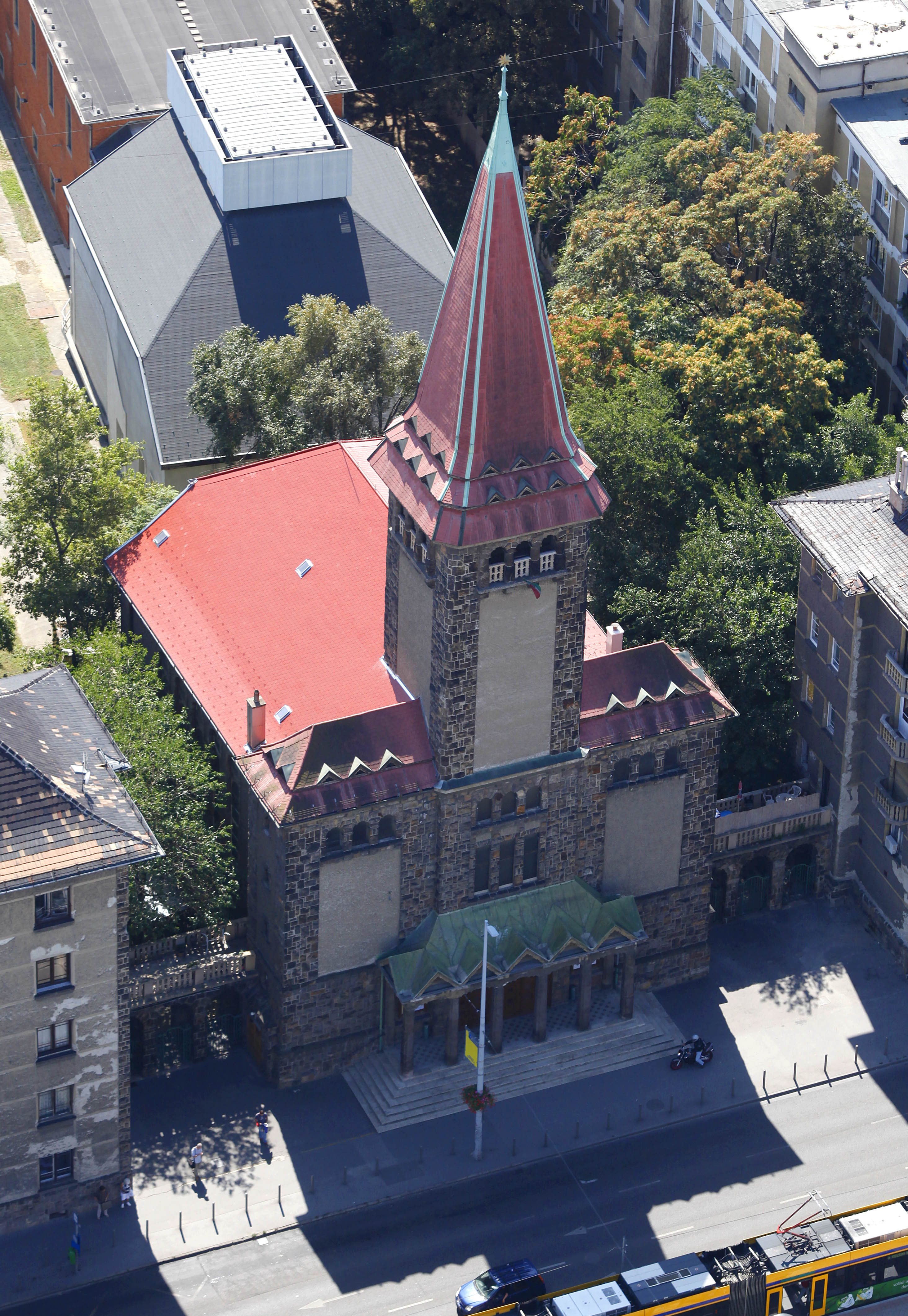
A Magyar Advent Temploma
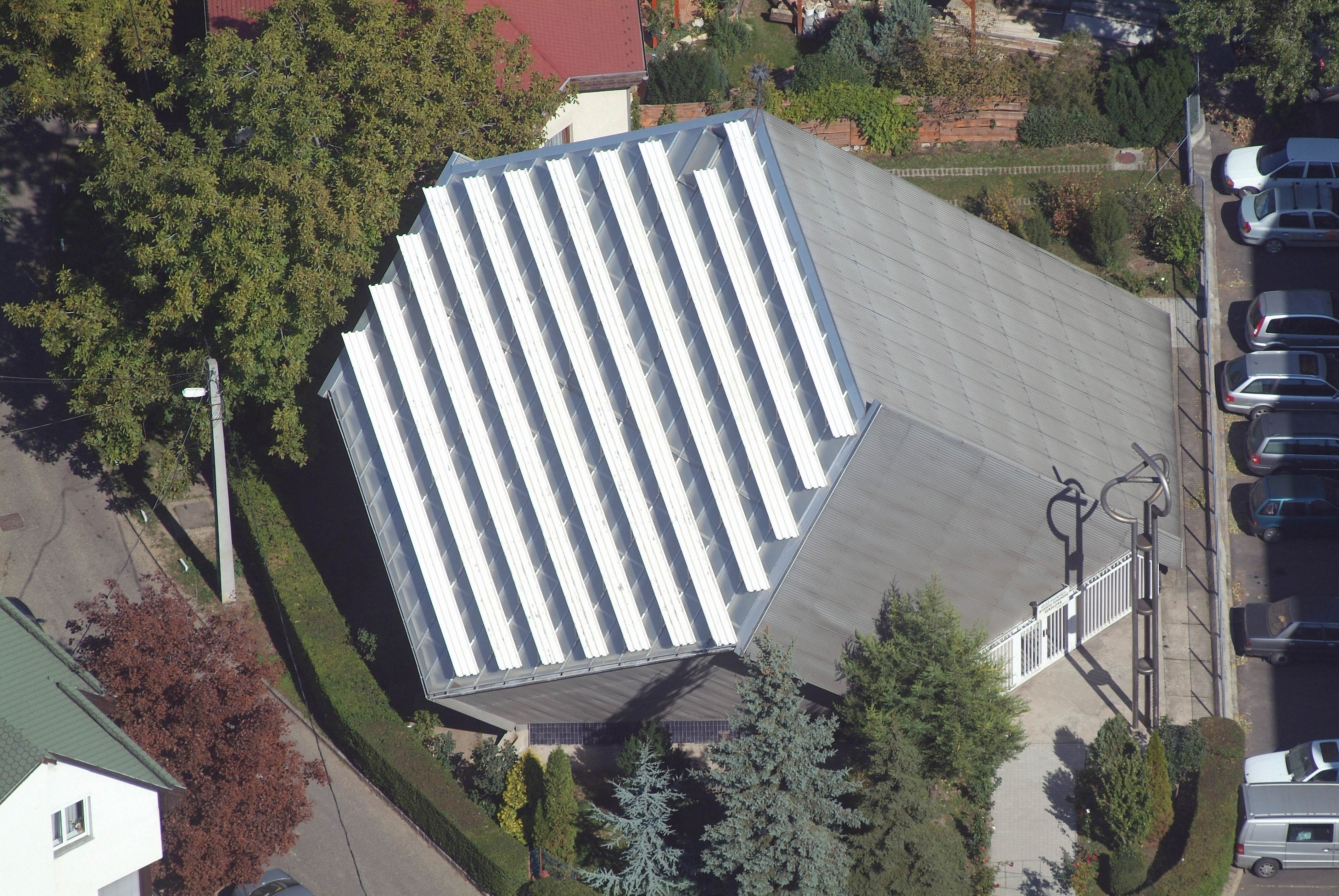
A külső-kelenföldi református templom
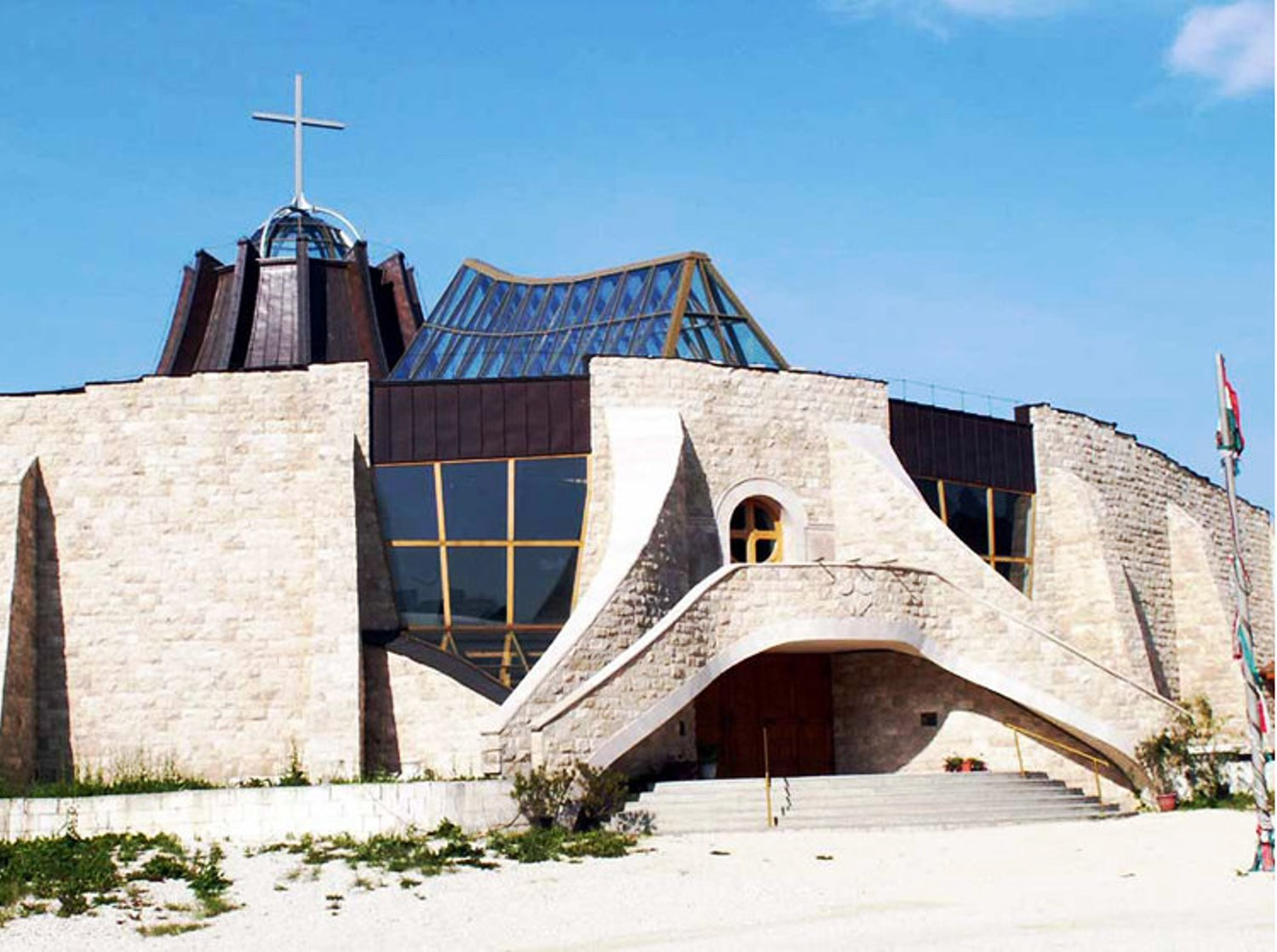
Szent Angyalok Templom Gazdagréten
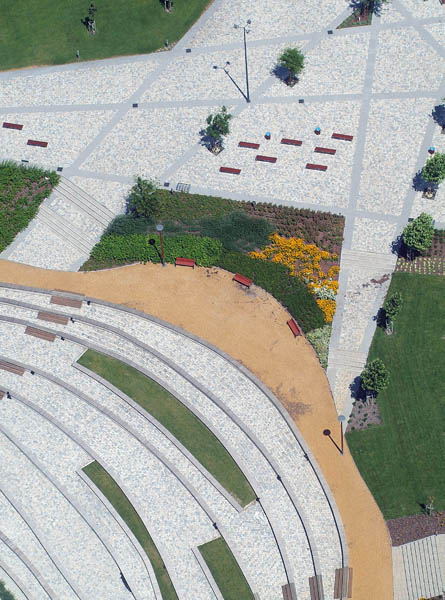
A Kopaszi Gát légifotója
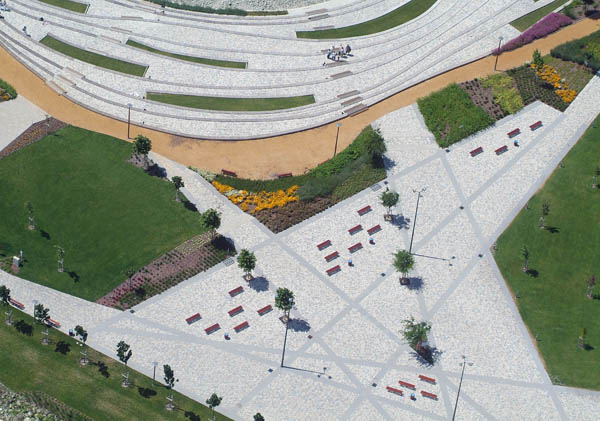
A Kopaszi Gát légifotója

## Testvérvárosok
- Ada, Szerbia
- Bad Cannstatt, Németország
- Kézdiszentlélek, Románia
- Marosvásárhely, Románia
- Nádszeg, Szlovákia
- Prága V. kerülete, Csehország
- Trogir, Horvátország
- Ustroń, Lengyelország
- Bécs XIX. kerülete, Döblingen Ausztria
- Canistro, Olaszország
- Bene, Ukrajna [59]